# Владимир Святославич
Влади́мир Святосла́вич (др.-рус. Володимѣръ Свѧтославичь; около 960 — 15 июля 1015, Берестово) — князь новгородский (970—988) и великий князь киевский (978—1015), при котором произошло Крещение Руси.
Стал новгородским князем в 970 году, захватил киевский престол в 978 году. В 988 году принял христианство по греческому обряду, а также сделал его государственной религией Киевской Руси. В крещении получил христианское имя Василий. Известен под именами Владимир I, Владимир Святой, Владимир Великий, Красно Солнышко, Владимир Креститель (в церковной истории).
В былинах стал прототипом Владимира Красное Солнышко.
Со второй половины XIII века причисляется к лику святых как равноапостольный. День памяти в русском православии и католичестве — 15 (28) июля и в Соборах Галицких, Псковских, Киевских и Волынских святых.

## Имя
Владимир Святославич — третий киевский князь, носивший славянское имя. Титмар Мерзебургский в начале XI века писал: «Имя названного короля несправедливо переводится как „власть над миром“».
Имя восходит к праслав. *Voldiměrъ.
Нынешний вид в русском языке с огласовкой -ла- (Владимир вместо др.-рус. Володимѣръ) имя приобрело под влиянием церковнославянского языка (церк.-слав. Владимѣръ). Согласно лингвисту Максу Фасмеру, первая часть имени связана с церк.-слав. владь (древнерусская форма имени — с др.-рус. володѣти), тогда как вторая часть родственна гот. -mērs («великий»), др.-греч. ἐγχεσίμωρος («знаменитый [своим] копьём»), др.‑ирл. mór, már («большой, великий»). Таким образом, Фасмер толкует значение имени Владимир как «великий в своей власти». Согласно Фёдору Успенскому и А. Литвиной, Владимир — двусоставное имя, сходное как с теми именами, которые носила знать из окружения Рюриковичей в X—XI веках, так и с теми, что использовались в правящих династиях других славянских стран. По их мнению, имя Владимир состоит из двух основ: славянской влад и древнегерманской -mer.
Происхождение компонента «-мѣръ» вызывает некоторые споры. Так, Александр Назаренко считает, что данный компонент имеет славянское происхождение и рассматривает восточнолехитскую форму *Vlodimer как близкую к древнерусскому имени Володимѣръ. Анджей Поппэ считает, что имел место обратный процесс (из славянского «-мир» в германский «-мер»). А. Шапошников отмечает, что славянские словообразования на -мир-/-мер- обнаруживают параллели с ономастическими реликтами готского племенного союза III—V века и могут быть наследием позднепраславянской эпохи. В свою очередь, Андрей Зализняк полагает, что второй компонент имени имеет германское происхождение.
В русском языке, согласно принципам народной этимологии, вторая часть имени (-мѣръ) была переосмыслена под влиянием существительных миръ («спокойствие»), міръ («вселенная»), и значение имени стало восприниматься как «владеющий миром». Ко времени жизни Владимира Святославича основа «-мѣръ» не только славянам, но и германцам представлялась семантически прозрачной и связанной со славянским «мир», «покой», а само имя понималось как аллегорическое противопоставление между сиюминутной властью и вечным миром (покоем).

## Происхождение и воспитание
Сын великого князя киевского Святослава Игоревича от ключницы Малуши родом из города Любеча, милостницы (раздатчица милостыни) княгини Ольги. Сын рабыни («робичич» по словам Рогнеды), по обычаям язычников мог наследовать отцу-князю.
Год рождения Владимира неизвестен. Его отец Святослав родился в 942 году (летописная хронология условна в этом периоде) и у Владимира было два старших брата от законных жён Святослава. Старший же сын Владимира — Вышеслав — родился около 977 года. Из этих сведений историки выводят, что Владимир родился около 960 года с точностью до нескольких лет. Британская энциклопедия 1911 года указывает, что Владимир родился в 956 году. Большая российская энциклопедия год рождения вообще не указывает.
Как сообщают поздние источники XVI века (Никоновская и Устюжская летописи), Владимир Святославич родился в селе Будутине (Будятине), куда разгневанная княгиня Ольга сослала Малушу. Как предполагал Дмитрий Прозоровский, Малуша нарушила со Святославом заповедь «не прелюбодействуй», и именно это вызвало гнев Ольги:
Володимеръ бо бѣ отъ Малки, ключницы Олгины; Малка жъ бѣ сестра Добрыне, — и бѣ Добрыня дядя Володимеру; и бѣ рождение Володимеру въ Будутине вѣси, тамо бо вгнѣве отслала ея Олга, село бо бяше ея тамо, и умираючи даде его святей Богородицы.Никоновская летопись
Мнения исследователей о локализации Будятиного села расходятся. По одной из версий Владимир Святославич родился под Псковом (деревня Будник), в вотчине своей бабки княгини Ольги. С его именем связывают также близлежащее городище Владимирец, названное так в 1462 году: «лето 6970. заложиша псковичи иной городок на Володчине горе и нарекоша Володимирец». 
О дальнейшей судьбе Малуши летописи не сообщают, а малолетнего Владимира отправили в Киев, где он находился под присмотром княгини Ольги. Воспитанием его, возможно, занимался дядя по матери воевода Добрыня, так как в обычаях Руси было делом привычным доверять воспитание наследников старшим дружинникам.
По версии Олега Рапова, Святослав родился в 927 году, в год смерти царя Болгарии Симеона I, видимо опираясь на Ипатьевскую летопись, которая сообщает о смерти Симеона и рождении Святослава одним летом, однако 942 годом, хотя общеизвестно, что царь Болгарии умер всё же в 927 году, а именно 27 мая 927 года, от сердечной недостаточности в своем дворце в Преславе. Эту дату как наиболее вероятную приводит и ряд других историков и они же датируют рождение Владимира около 942 годом, видимо исходя из информации «ЛПС», которая сообщает, что Владимир умер в возрасте 73 года (то есть год рождения его — 942 по отношению к дате смерти — 1015 году), однако в «Летописце Переяславля Суздальского» дата смерти указана как 1035 год.

## Княжение в Новгороде
Согласно Повести временных лет, Владимир среди сыновей Святослава был третьим по старшинству после Ярополка и Олега. Наставником и воеводой юного Владимира в Новгороде стал Добрыня.
Скандинавские саги рассказывают о том, как будущий король Норвегии Олаф I Трюггвасон провёл детство и юность в Новгороде. Мать Олафа, Астрид, бежала от убийц мужа Трюггви Олафссона в Новгород к конунгу Вальдемару (Владимиру), у которого служил её брат Сигурд, но по дороге она с ребёнком была захвачена разбойниками в Эстонии. Сигурд, собирая дань в Эстонии по повелению Владимира, встретил случайно Олафа и выкупил его из рабства. Олаф рос под покровительством Владимира, позже был взят в дружину, где был популярен среди воинов.

## Киевское княжение

### Приход на киевский престол

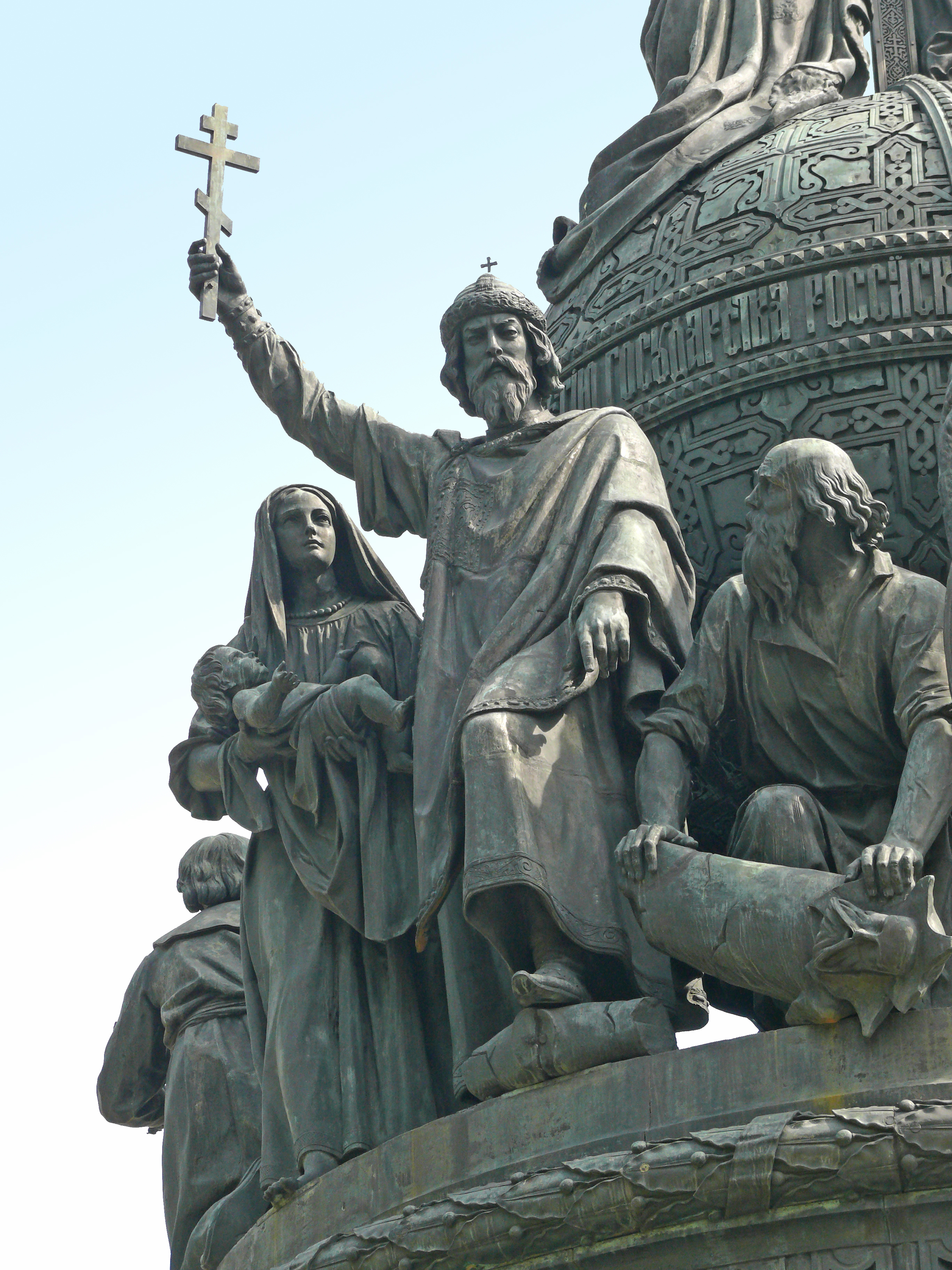
Владимир Святославич на памятнике «Тысячелетие России» в Великом Новгороде

После гибели в 972 году князя Святослава Киевом управлял Ярополк. В 977 году разгорелась междоусобная война между Ярополком и его братом Олегом. В 975 году охотившийся в древлянских землях сын воеводы Свенельда Лют был убит Олегом. В ответ Свенельд призвал Ярополка начать войну с братом, что тот и сделал; во время похода Ярополка Олег погиб, а Владимир при этом известии «убояся, бежа за море» — в варяжские земли. Набрав там войско, он вернулся в Новгород, выгнав посадника Ярополка.
Владимир захватил перешедший на сторону Киева Полоцк, перебив семью правителя города князя Рогволода, причём по совету своего дяди Добрыни Владимир сначала изнасиловал будущую супругу Рогнеду на глазах её родителей, а затем убил её отца и двух братьев. Княжну Рогнеду, просватанную прежде за Ярополка, он насильно взял в жёны. Именно отказ Рогнеды на сватовство Владимира и вызвал его месть: княжна считала недопустимым выйти замуж за сына наложницы, коим был Владимир. Её слова «не хочу розути робичича» («не хочу разувать раба») согласно славянскому обычаю разувания супруга сильно унизили Владимира и Добрыню, так как намекали на статус матери Владимира (сестры Добрыни).
Затем с большим варяжским войском и новгородской дружиной осадил Киев, где заперся Ярополк. По версии летописи воевода Ярополка Блуд, подкупленный Владимиром, заставил Ярополка бежать в маленький городок Родень, запугав мятежом киевлян. В Родне Владимир заманил Ярополка на переговоры и приказал двум варягам поднять «его мечами под пазухи». Беременную жену Ярополка, бывшую греческую монахиню, Владимир взял в наложницы.
Когда варяжское войско потребовало себе за службу дань с киевлян, Владимир обещал им, но через месяц отказался, а варягов отослал на службу в Константинополь с советом византийскому императору развести тех по разным местам. Часть из варягов Владимир оставил себе для управления городами.
По летописи Владимир вокняжился в Киеве в 980 году. Согласно самому раннему Житию Владимира монаха Иакова («Память и похвала князю Владимиру», 2-я половина XI века) это случилось 11 июня 978 года. Из ряда хронологических соображений кажется более вероятной дата 978, а дата 980 получена, видимо, при вторичной расстановке годовой сетки в летописи путём неправильного пересчёта. Так летописец упомянул о 37 годах правления Владимира, что также указывает на 978 как год прихода Владимира к власти.

### Языческое правление

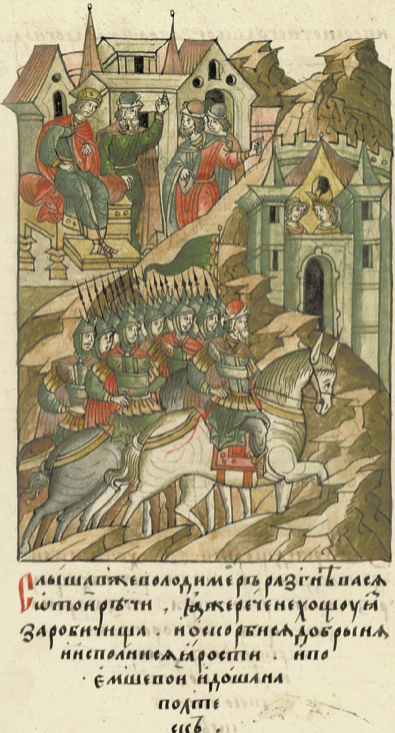
Владимир посылает Добрыню к Полоцку

Новый князь киевский принял меры к реформации языческого культа. Воздвиг в Киеве капище с идолами шести богов славянского язычества (Перуна, Хорса, Дажьбога, Стрибога, Семаргла и Мокоши, без Велеса), также есть сведения, что князь практиковал человеческие жертвоприношения богам. Так как есть косвенные сведения о симпатиях прежнего князя Ярополка к христианской вере и его контактах с латинским Западом, то весьма вероятно предположение о языческой реакции при Владимире, то есть борьбе с ранее утверждавшимся в Киеве христианством. Археологическим подтверждением этого может служить находка на месте Владимирова пантеона остатков каменного строения со следами фресковой живописи — по всей видимости, существовавшей при Ярополке церкви. Во время гонений в Киеве погибли одни из первых христианских мучеников на Руси — варяги Феодор и сын его Иоанн.
Повесть временных лет так передаёт образ жизни Владимира до крещения:

Был же Владимир побеждён похотью, и были у него жёны […], а наложниц было у него 300 в Вышгороде, 300 в Белгороде и 200 на Берестове, в сельце, которое называют сейчас Берестовое. И был он ненасытен в блуде, приводя к себе замужних женщин и растляя девиц.

Некоторые историки видят в подобном описании (нехарактерном для житий святых) попытку провести сравнение Владимира с библейским царём Соломоном. В самом тексте «Повести временных лет» содержится следующее: «Бѣ бо [Владимир] женолюбець, яко же и Соломанъ, бѣ бо, рече, у Соломана женъ 700, а наложниць 300 <…> Мудръ же бѣ [Соломон], а наконець погибе; се же бѣ невѣголос, а наконець обрѣте спасенье». Таким образом проводится идея о спасении «женолюбца» Владимира, путём принятия христианства, в отличие от иудейского царя Соломона, отпавшего от Бога и погрязнувшего в языческих обрядах ради своих жён.
Православные источники утверждают, что после крещения князь освободил от супружеских обязанностей всех бывших языческих жён. Рогнеде он предложил выбрать мужа, но она отказалась и приняла монашеский постриг.

### Крещение

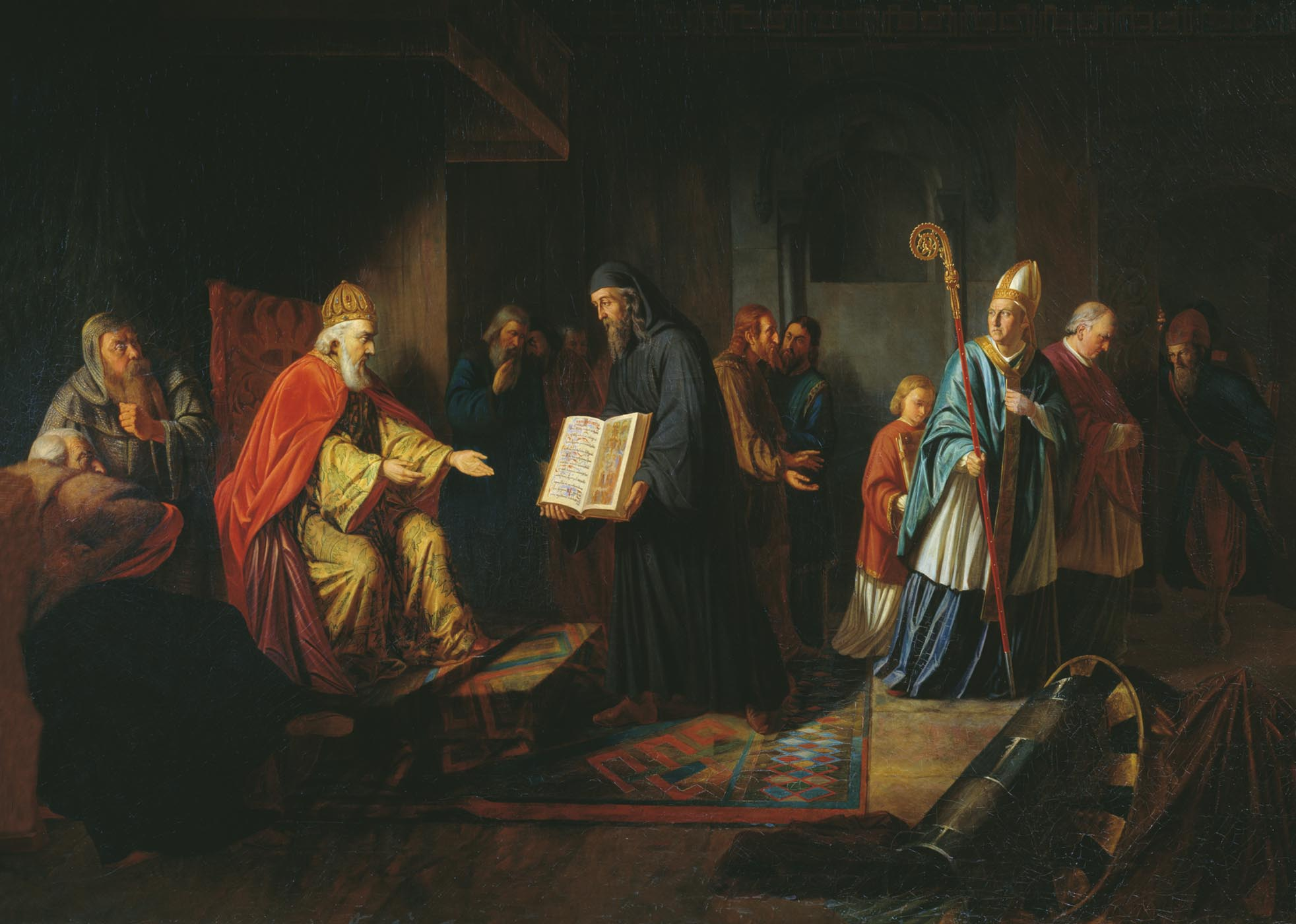
Великий князь Владимир избирает религию. Иван Эггинк, 1822

Летописное повествование о «выборе вер» («испытании вер») Владимиром носит легендарный характер. Ко двору вызывались проповедники ислама, иудаизма, западного «латинского» христианства (католицизма), но Владимир после беседы с «греческим философом» остановился на православии. Несмотря на агиографический трафарет, в повествовании есть историческое зерно. Так, Владимир говорит «немцам» (то есть проповедникам католицизма): «Иде́те опять, яко отцы наши сего не прияли суть» («Ступайте назад, ибо наши отцы этого не приняли»). В этом можно видеть отзвуки событий 962 года, когда германский император присылал в Киев епископа и священников по просьбе княгини Ольги. Не принятые на Руси, они «еле спаслись».
Сведения о посольстве в Хорезм русского правителя второй половины X века (имя с арабского восстанавливается как Владимир), желавшего, чтоб его страна приняла ислам, сохранились в арабских и персидских источниках. Так среднеазиатский врач и историк аль-Марвази (начало XII века) сообщает:

И когда они обратились в христианство, религия притупила их мечи, и вера закрыла им двери занятия, и вернулись они к трудной жизни и бедности, и сократились у них средства существования. Тогда захотели они стать мусульманами, чтобы позволен был им набег и священная война и возвращение к тому, что было ранее. Тогда послали они послов к правителю Хорезма, четырёх человек из приближённых их царя, потому что у них независимый царь и именуется их царь Владимир — подобно тому, как царь тюрков называется хакан […] И пришли послы их в Хорезм и сообщили послание их. И обрадовался Хорезмшах решению их обратиться в ислам, и послал к ним обучить их законам ислама. И обратились они в ислам.

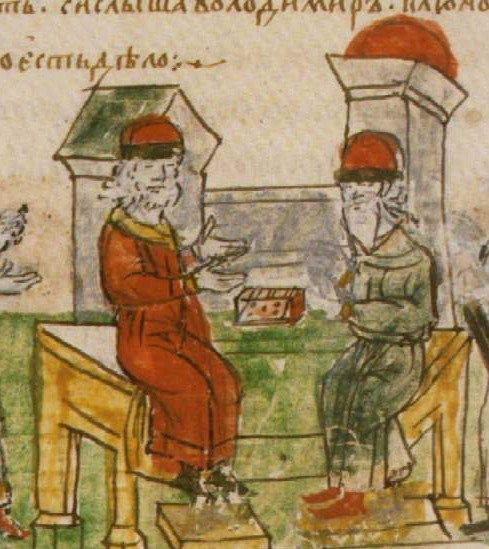
Беседа князя Владимира с греческим философом о христианской вере. Радзивилловская летопись, л. 49 об., XV век

Согласно летописи, в 987 году Владимир на совете бояр принял решение о крещении «по закону греческому».
В редакции службы святому равноапостольному князю Владимиру, дошедшей до нас в рукописи XIV века (Софийское собрание. № 382), сообщается, что князь Владимир побуждает креститься свою бабушку Ольгу.
Многие историки относят крещение Владимира к 987 или 988 годам. По византийским и арабским источникам, в это время византийские императоры Василий II и Константин VIII заключили с Русью союз для подавления мятежа Варды Фоки, который в августе 987 года провозгласил себя императором.
Сирийский историк XI века Яхъя Антиохийский излагает историю крещения таким образом. Против византийского императора Василия взбунтовался его военачальник Варда Фока Младший, который одержал несколько побед.

… и побудила его [императора Василия] нужда послать к царю русов — а они его враги, — чтобы просить их помочь ему в настоящем его положении. И согласился он на это. И заключили они между собою договор о свойстве и женился царь русов на сестре царя Василия, после того как он поставил ему условие, чтобы он крестился и весь народ его стран, а они народ великий […] И послал к нему царь Василий впоследствии митрополитов и епископов и они окрестили царя […] И когда было решено между ними дело о браке, прибыли войска русов также и соединились с войсками греков, которые были у царя Василия, и отправились все вместе на борьбу с Вардою Фокою морем и сушей.

По Яхъе соединённые силы русов и греков разгромили войска Фоки под Хрисополем в конце 988 года, а в апреле 989 года союзники в сражении под Абидосом покончили с Вардой Фокой. Арабский историк начала XIII века Ибн аль-Асир также сообщил о крещении русов в версии, близкой к Яхъе Антиохийскому, но отнеся событие к 986 году, причём царь русов в его изложении сначала крестился, потом женился и тогда пошёл воевать с Вардой Фокой.
О размере русской военной помощи Византии и крещении сообщал также армянский историк Стефан Таронский, современник князя Владимира:

Тогда весь народ Рузов [русов], бывший там [в Армении, около 1000 года] поднялся на бой; их было 6000 человек — пеших, вооружённых копьями и щитами, — которых просил царь Василий у царя Рузов в то время, когда он выдал сестру свою замуж за последнего. В это же самое время рузы уверовали в Христа.

«Весной или летом 988 года русский 6-тысячный отряд прибыл в Константинополь и, обеспечив в решающих сражениях у Хрисополя и Абидоса 13 апреля 989 года перевес в пользу Василия II, спас его трон». В это же время Владимир осадил Корсунь (Херсонес в Крыму). К этому времени, по мнению польского историка Анджея Поппэ, вопрос о женитьбе Владимира на сестре императоров Анне был уже решён, хотя такой брак и мог встретить возражения Ромейских василевсов, поскольку противоречил византийским традициям:

Владимиров поход на Корсунь не был направлен против Византийской империи. Наоборот, русский князь предпринял поход, чтобы поддержать своего шурина — законного византийского императора, — в подавлении внутреннего мятежа.
— Поппэ А. Как была крещена Русь. — М.: Издательство политической литературы, 1989. — С. 202—240

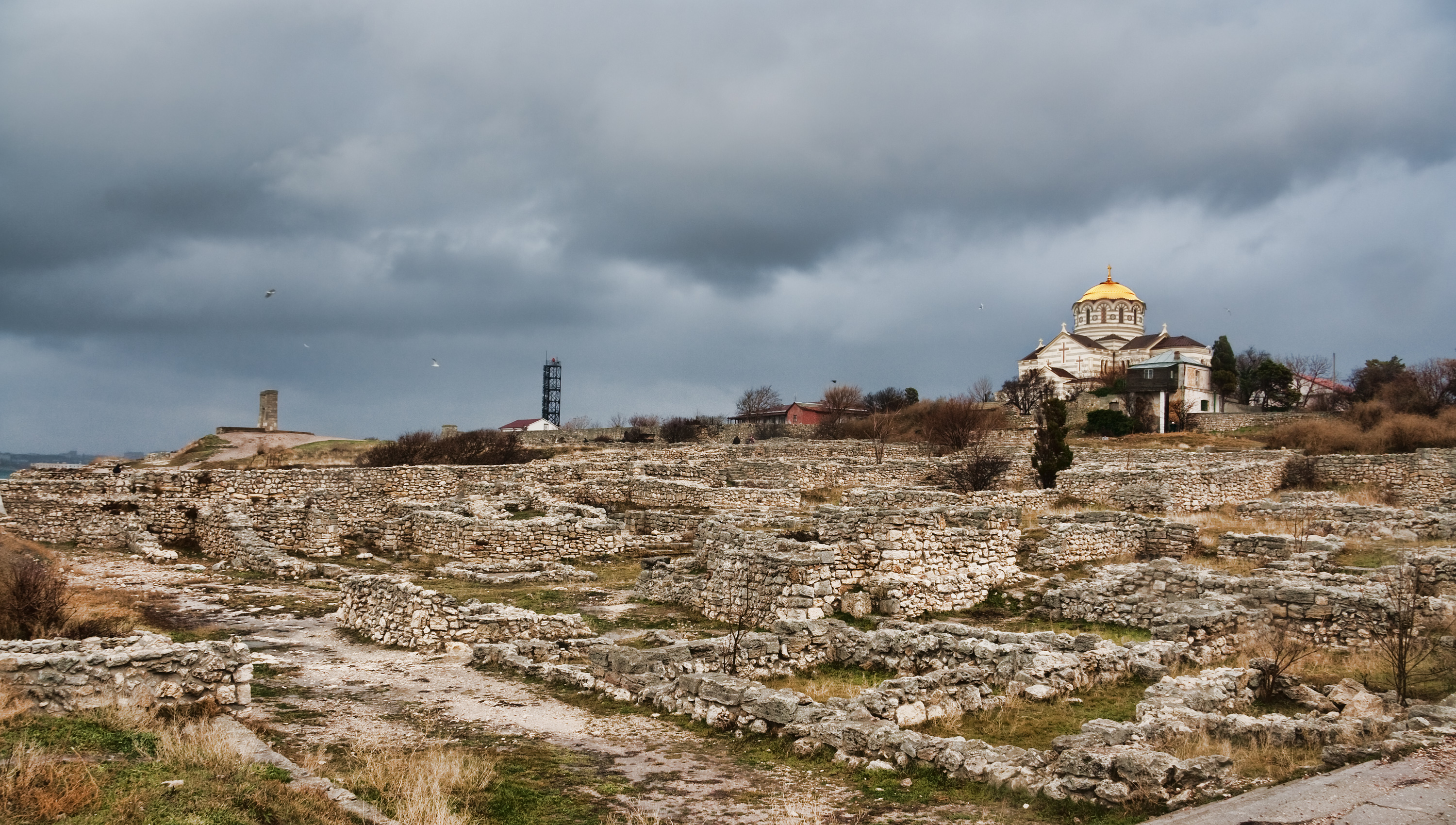
Руины Херсонеса и собор Святого Владимира

И утверждение о том, что «в разгар войны с Вардой Фокой Владимир напал на Корсунь, овладел им и, угрожая Царьграду потребовал отдать Анну себе в жёны», не только несостоятельно, но и абсурдно, поскольку невозможно представить, что «одно войско Руси спасает императора Василия II, а другое в то же время агрессивно захватывает столицу его крымских владений». Корсунская легенда в «Повести временных лет» представляет собой литературную обработку фольклорного сказания. Первоначальный по отношению к летописному текст отражён в «Слове о томъ, како крестися Володимеръ, возма Корсунь». В «Житии святого Владимира особого состава» взять Корсунь Владимиру помог не предатель Анастас Корсунянин, а варяг Жберн (Ижберн). Также, согласно монаху Иакову Черноризцу, более раннему источнику, чем «Повесть временных лет», князь Владимир крестился в 988 году, взял Корсунь на 3-й год после крещения с целью захвата христианских святынь и только потом вытребовал себе жену от византийских императоров.
Вполне естественным было требование к князю Владимиру принять крещение, при котором он был наречён именем Василия — в честь императора Василия II. В Корсунь была прислана Анна со священниками и Владимир вместе со своей дружиной прошёл обряд крещения, после чего совершил церемонию бракосочетания и вернулся в Киев, где сразу же повелел опрокинуть языческие идолы.

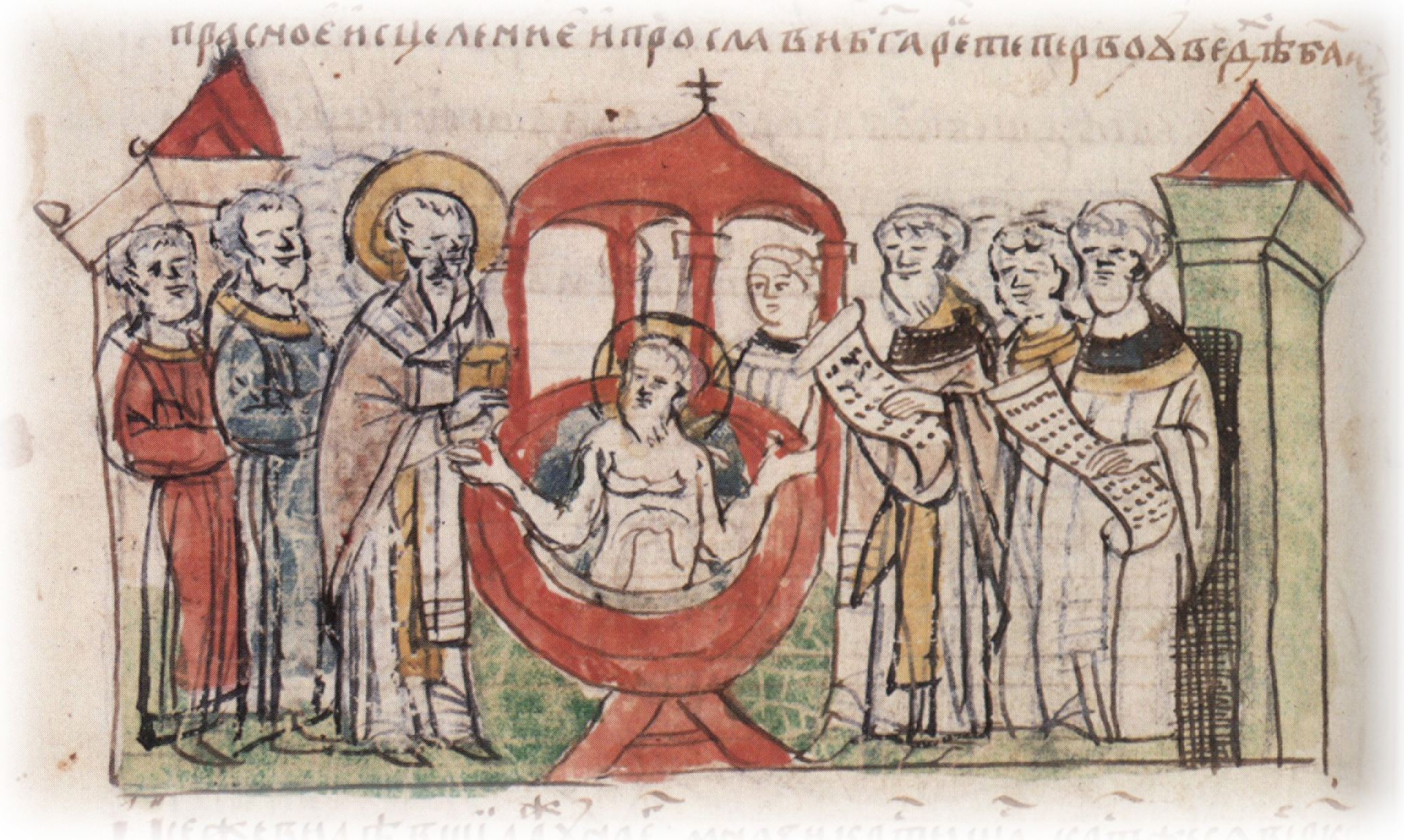
Крещение и прозрение Владимира в Корсуни. Миниатюра из Радзивилловской летописи, конец XV века

Детали хронологии — на каком этапе описываемых событий Владимир принял крещение, произошло ли это в Киеве, в городе Василеве или Корсуне — были утеряны в Киевской Руси ещё в начале XII века, во времена составления «Повести временных лет», о чём летописец прямо сообщает. Датой Крещения Киевской Руси традиционно считается летописный 988 год, хотя исторические свидетельства указывают на 987 как год крещения самого князя Владимира и 989 как год Крещения Руси.
В Киеве крещение народа прошло сравнительно мирно, в то время как в Новгороде, где крещением руководил Добрыня, оно сопровождалось восстаниями народа и подавлением их силой. В Ростовско-Суздальской земле, где местные славянские и финно-угорские племена сохраняли в силу отдалённости определённую автономию, христиане оставались меньшинством и после Владимира (вплоть до XIII века язычество господствовало у вятичей).
Крещение сопровождалось учреждением церковной иерархии. Киевская Русь стала одной из митрополий (Киевской) Константинопольского патриархата. Епархия была создана также в Новгороде, а по некоторым данным — в Белгороде Киевском (не путать с современным Белгородом), Переяславле и Чернигове. Александр Кочубинский отмечал, что во времена князя Владимира на Руси почитали чешских святых Вячеслава и Людмилу. Не препятствовал Владимир и деятельности западных проповедников. Когда его сын Святополк взял жену из Польши, вместе с ней около 1000 года прибыл епископ Кольберга (Колобжега) Рейнберн, позднее окончивший жизнь в темнице. При помощи немецкого миссионера Бруно Кверфуртского, лично встречавшегося с Владимиром, в 1007 году была учреждена епархия у печенегов, по-видимому недолговечная.

### Военные походы
В 981 году Владимир воевал с польским князем Мешко I за приграничную Червенскую Русь. Завоевание Червена и Перемышля. По версии Александра Преснякова, польский поход обозначен в летописи как «хорватская война» и относится к 992 году. 

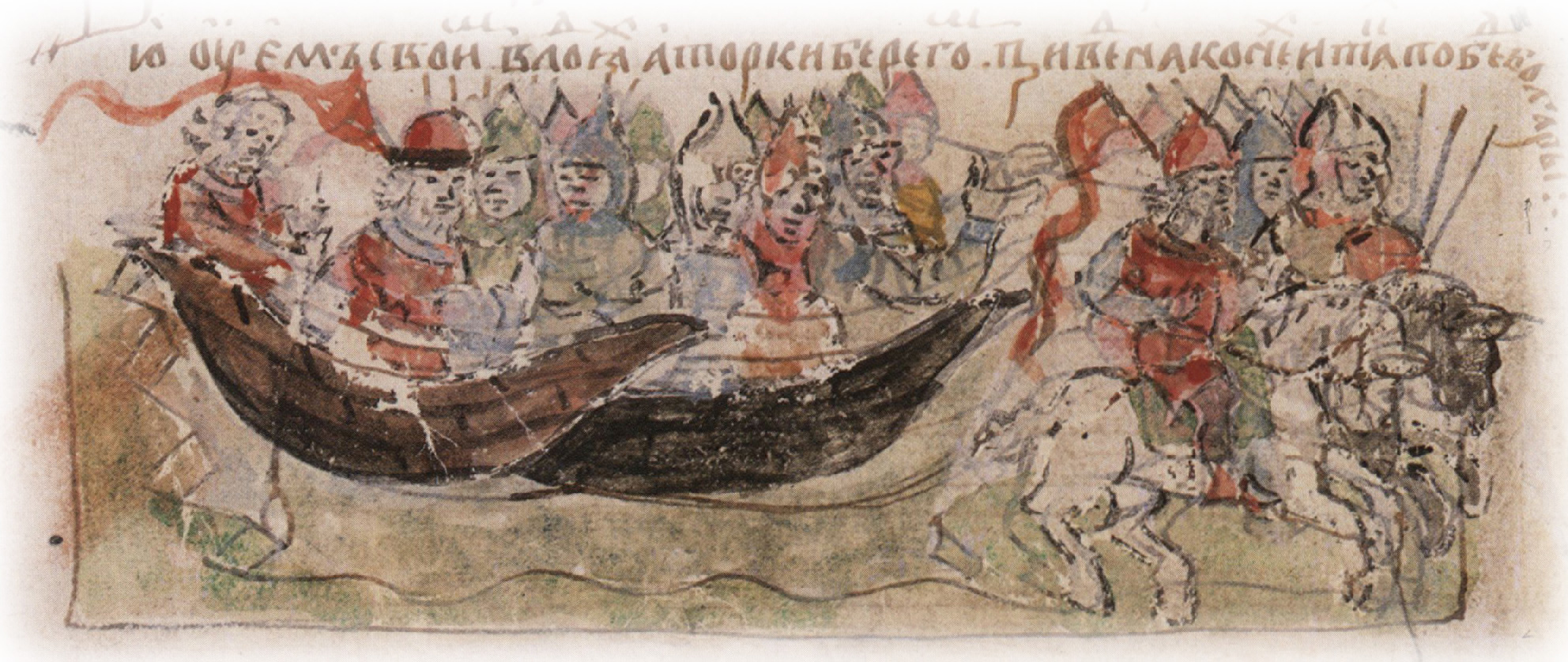
"В лето 6493. Иде Володимер на Болгары со Добрынею, уем своим, в лодьях, а торки берегом приведе на конех, и тако победи болгары"

В 981—982 годах Владимир обложил данью вятичей.
В 983 году Владимир совершил поход на балто-литовское племя ятвягов, разорив Судовию и прекратив грабительские набеги на русские земли.
В 984 году Владимир окончательно покорил радимичей, когда местное войско было разбито уже сторожевым киевским отрядом (радимичи Волчья Хвоста бегают).
В 985 году Владимир в союзе с кочевыми торками совершил поход против волжских булгар. Некоторые исследователи идентифицировали их с дунайскими болгарами, однако по «Памяти и похвале» противником Владимира были «серебряные», то есть волжские булгары. Одержав победу, Владимир заключил с булгарами мир на выгодных для Руси условиях.
В том же 985 году он ходил походом на Хазарию и обложил её данью. Впоследствии митрополит Иларион величал Владимира хазарским титулом каган.

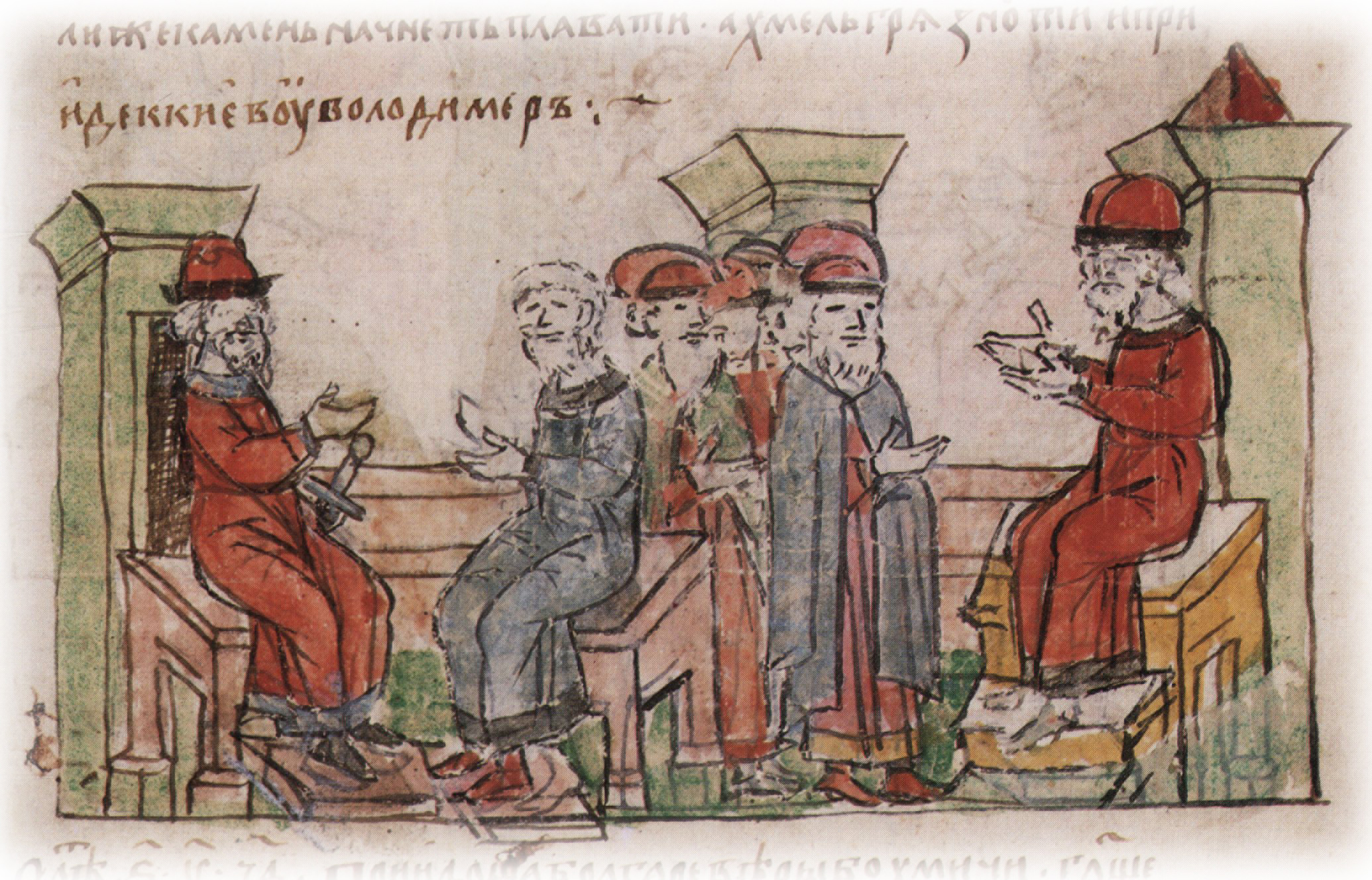
Совет Владимира I Крестителя с Добрыней после осмотра болгарских пленников; заключение Владимиром мира с болгарами

В 988 году князь Владимир осадил Корсунь в Крыму. По Повести временных лет город сдался после длительной осады, когда осаждающие перекопали трубы, по которым в город поступала вода из колодцев. Затем византийские императоры прислали свою сестру Анну замуж за Владимира, после чего он вернул город Византии и по возвращении в Киев приступил к крещению народа.
В 989 году русские войска участвовали в подавлении мятежа болгар и византийского военачальника Варды Фоки.
В 992 году проведён поход в прикарпатские земли против белых хорватов, впервые включивший их в состав Древнерусского государства.
В 1000 году 6 тысяч русов участвовали в византийском походе в Армению, а сам Владимир — в походе в дунайскую Болгарию.
В 1015 году смерть князя Владимира застала киевское войско в походе во главе с Борисом Владимировичем на печенегов.

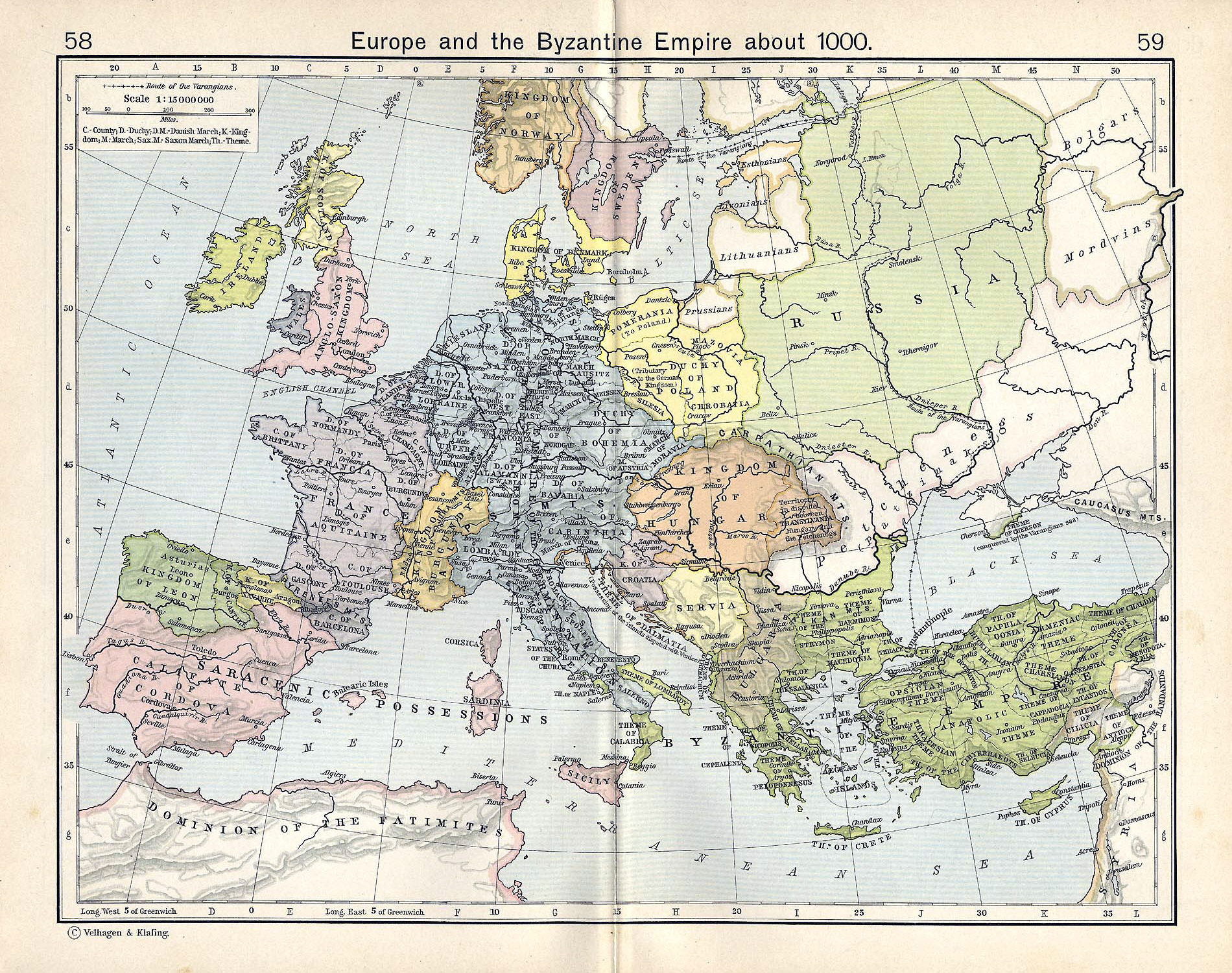
Древнерусское государство (светлозелёным цветом) в эпоху князя Владимира Великого

Владимир вёл активную внешнюю политику: за время правления им было заключено множество договоров с правителями разных стран. Это были: Стефан I (король Венгрии), Болеслав I Храбрый (король Польши), Болеслав II (король Чехии), Сильвестр II (папа римский), Василий II (император Византии).
Проблемой Руси оставались постоянные набеги печенегов: в 990, 992 годах на Переяславль, в 996 году состоялась неудачная битва у Василёва, в 997 году — нападение на Киев, в 1001, 1013 годах состоялось польско-печенежское вторжение на Русь. Воспоминания о печенежской войне уже век спустя приняли эпические формы (легенда о Белгородском киселе, о Никите Кожемяке и другие). Для обороны от печенегов был построен ряд крепостей по южному рубежу Киевской Руси. По южным и юго-восточным границам тогдашней Руси, на правой и левой стороне Днепра, выведены были ряды земляных окопов и сторожевых «застав», чтобы сдерживать нападения кочевников. По реке Роси это была Поросская оборонительная линия, по реке Суле — Посульская. По свидетельству византийского императора Константина VII Багрянородного, печенеги кочевали на расстоянии одного дня пути от Руси.
В 1006—1007 годах через Киев проезжал немецкий миссионер Бруно Кверфуртский, направляясь к печенегам для проповеди Евангелия. Он остановился погостить у князя Владимира, которого в письме к императору Генриху II называет сеньором руссов (лат. senior Ruzorum). Князь Владимир уговаривал миссионера не ездить к печенегам, говоря, что у них он не найдёт душ для спасения, а скорее сам погибнет позорною смертью. Князь не мог уговорить Бруно и вызвался проводить его со своей дружиной (лат. cum exercitu) до границ своей земли, «которые он со всех сторон оградил крепким частоколом на весьма большом протяжении по причине скитающихся около них неприятелей». Вероятно, Бруно говорил про Змиевы валы, длина которых в Киевской области составляет около 800 километров.

## Законодательство и чеканка монеты
Все законы Владимир принимал при согласовании со своим советом, который состоял из его дружины (военных начальников) и старейшин, представителей разных городов. Званы были вместе с боярами и посадниками и «старейшины по всем градом».
Большие города были устроены по-военному, образовали каждый цельный организованный полк, называвшийся тысячей, которая подразделялась на сотни и десятки. Тысячей командовал выбиравшийся городом, а потом назначаемый князем тысяцкий, сотнями и десятками также выборные сотские и десятские.
Старцы, или старейшины, городские являются об руку с князем, вместе с боярами, в делах управления, как и при всех придворных торжествах, образуя как бы земскую аристократию рядом с княжеской служилой.
Владимиру приписывается «Церковный устав», определяющий компетенцию церковных судов. Долгое время считался подделкой XIII в., ныне возобладала точка зрения, согласно которой это подлинный устав Владимира, но с позднейшими добавлениями и искажениями.
По летописи, Владимир поначалу и согласился с представлениями херсонесского духовенства о необходимости смертной казни, но потом, посоветовавшись с боярами и городскими старцами, установил наказывать преступников по старому обычаю, вирой. Некоторые исследователи считают, что Владимир пытался изменить порядок престолонаследия; см. ниже. Князь Владимир начал также чеканку монеты — золотой («златников») и серебряной («сребреников»), воспроизводившей византийские образцы того времени. На большинстве монет Владимира изображён князь, сидящий на престоле, и надпись: «Владимѣръ на столѣ» (Владимир на престоле); есть варианты с погрудным изображением (смотри рисунок) и другим текстом легенды, в частности, на некоторых вариантах сребреников указано имя святого Василия, в честь которого Владимир был назван в крещении. Судя по неполногласной форме слов (не Володимѣръ, а Владимѣръ; не золото, а злато), монетные мастера были болгарами. Златники и сребреники стали первыми монетами, выпущенными на территории Руси. Выпуск монеты был обусловлен не действительными экономическими потребностями — Русь прекрасно обслуживалась византийской и арабской золотой и серебряной монетой, — а политическими целями: монета служила дополнительным знаком суверенитета христианского государя.

Только на монетах сохранились прижизненные символические изображения князя Владимира, человека с небольшой бородой и длинными усами. По монетам также известен и княжеский знак Владимира — трезубец.

Знак Владимира Великого
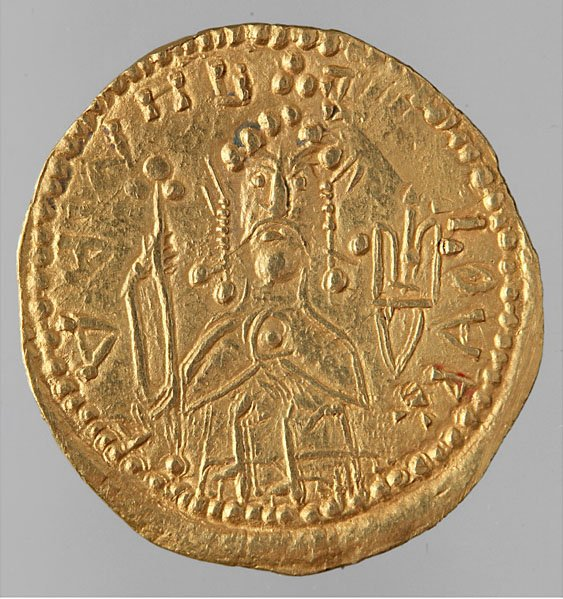
Златник
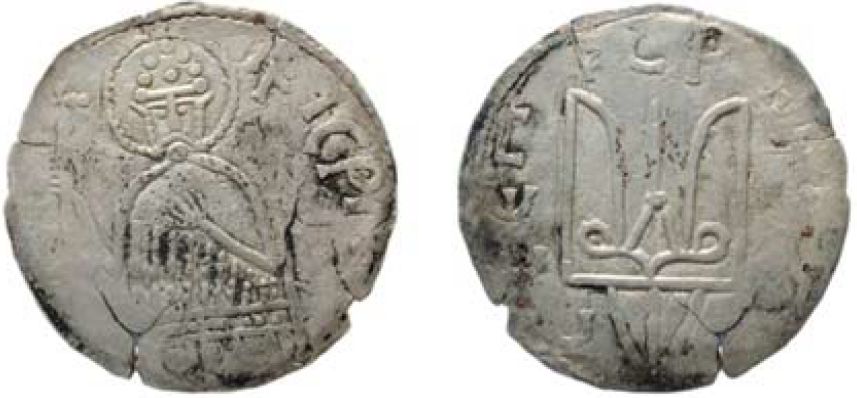
Сребреник
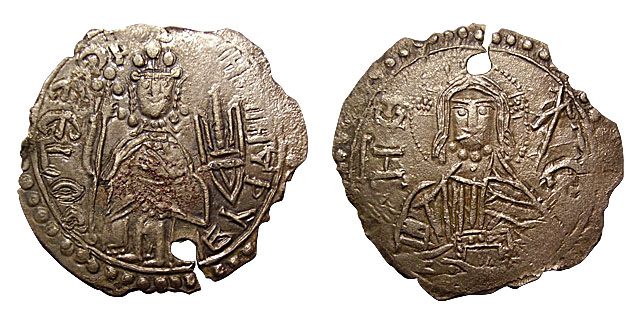
Сребреник великого Киевского князя Владимира. Одесский музей нумизматики

## Культурно-социальная политика

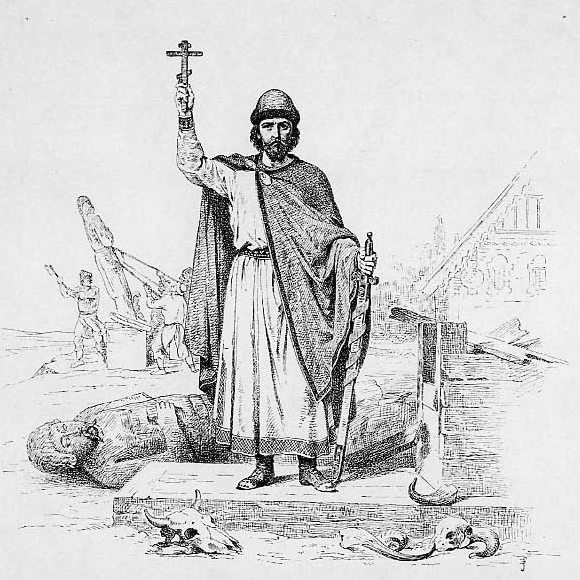
Владимир Святославич над поверженным язычеством (Великий князь Владимир Равноапостольный, Василий Верещагин, 1896)

Времена Владимира ознаменованы началом распространения грамотности в Киевской Руси — что связано с Крещением. Как и многие другие реформы, проводилась она насильственно:

«Посылал он собирать у лучших людей детей и отдавать их в обучение книжное. Матери же детей этих плакали о них; ибо не утвердились ещё они в вере и плакали о них как о мёртвых».

Учителями выступали не столько византийцы, сколько болгары, в том числе учившиеся на Афоне. Через поколение на Руси выросли уже замечательные мастера слова и знатоки литературы, такие, как один из первых русских писателей митрополит Иларион.
При Владимире начинается масштабное каменное строительство в Киевской Руси, хотя первые сохранившиеся постройки относятся ко времени его сына Ярослава. Заложены города Владимир-на-Клязьме (990 год), Белгород (991 год), Переяславль (992 год) и многие другие. Согласно «Слову о русской грамоте», русская грамота сначала была дарована через некоего русского св. Константину-Кириллу, но затем везде исчезла и лишь в результате сверхъестественного откровения снова была дарована князю Владимиру Святославичу.

### Щедрость
Киевлян Владимир щедро угощал на пирах каждое воскресенье, даже, по преданию, приказал развозить на телегах еду и питьё для немощных и больных. Летописец отмечает: «И повелел снарядить телеги и, положив на них хлебы, мясо, рыбы, овощи различные, мёд в бочках, а в других квас, развозить по городу, спрашивая: „Где больной или нищий, не могущий ходить?“ И тем раздавать всё, что им нужно».
Особое внимание оказывал дружине, с которой советовался о делах государственных и военных, ни в чём ей не отказывал, говоря: «Серебром и золотом не найду себе дружины, а с дружиною добуду серебро и золото, как дед мой и отец мой с дружиною доискались золота и серебра.»

## Семья и дети

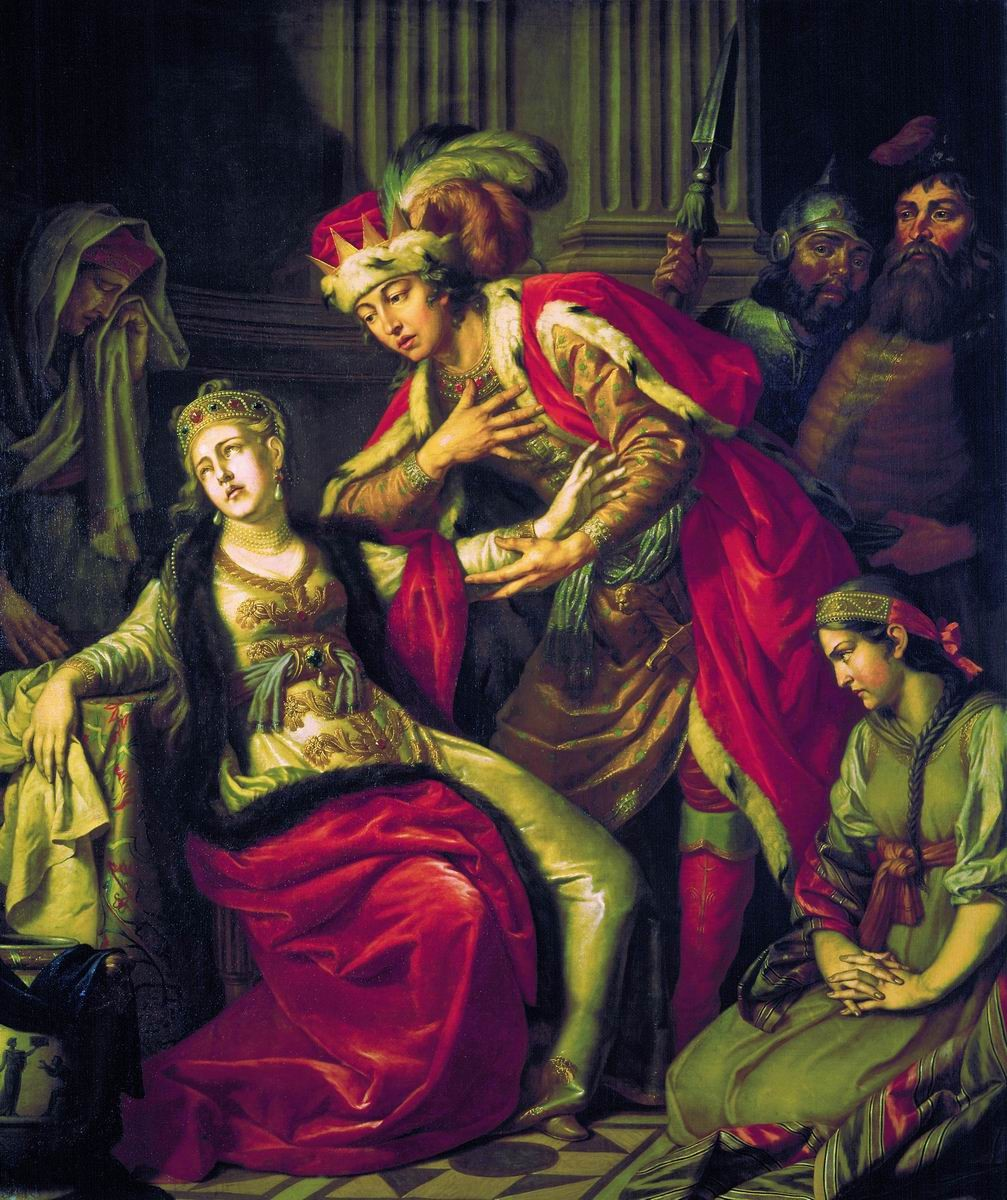
Картина А. П. Лосенко «Владимир и Рогнеда» на сюжет летописного рассказа о Рогнеде. 1770

Владимир был до крещения известен как «великий распутник» (лат. fornicator maximus, по словам немецкого хрониста Титмара Мерзебургского). Помимо этого он состоял в нескольких официальных языческих браках, в частности, с уже упоминавшейся Рогнедой, с «чехиней» (на союз с Чехией он, по некоторым данным, опирался в борьбе с Ярополком, союзником германского императора) и «болгарыней» (из волжских или дунайских болгар — неизвестно; по одной из версий, это была дочь царя дунайских болгар Петра, а Борис и Глеб были детьми от неё). Кроме того, Владимир сделал наложницей беременную вдову своего брата Ярополка, греческую монахиню, похищенную Святославом во время одного из походов. Вскоре она родила сына Святополка, который считался «от двух отцов»; Владимир рассматривал его как своего законного наследника, в то время как сам Святополк, по косвенным данным, считал себя сыном Ярополка, а Владимира — узурпатором.
После крещения Владимир состоял предположительно в двух последовательных христианских браках — с византийской царевной Анной и, после её смерти в 1011 году, с неизвестной «мачехой Ярослава», попавшей в плен к Святополку в 1018 году.
Дети (всего тринадцать сыновей и не менее десяти дочерей):
1. От «чехини» (по «Саге об Олаве сыне Трюггви» — Аллогии, по Татищеву — варяжки Оловы, «норвежской княжны Олавы»[76]):
  1. Вышеслав, князь новгородский, старший сын Владимира. Умер до смерти отца.
2. От вдовы Ярополка Святославича (по родословиям — «грекини Предиславы» (жена с около 978):
  1. Святополк Окаянный, князь туровский, затем киевский. Возможно был сыном не Владимира, а Ярополка Святославича, но Владимир признал его своим сыном.
3. От Рогнеды, дочери полоцкого князя Рогволода (жена с около 977):
  1. Изяслав, князь полоцкий. Летопись содержит красочный рассказ о том, как маленький Изяслав вступился за мать, покусившуюся на жизнь своего супруга Владимира, и был отправлен с ней на удел в Полоцк. Умер там же, при жизни отца, молодым, в 1001 году. Родоначальник полоцкой ветви — самой ранней и старшей из ветвей Рюриковичей[77].
  2. Мстислав; если он упоминается в некоторых версиях списка сыновей Владимира не по ошибке (имя Мстислава повторено дважды, однако во втором списке сыновей Владимира в «Повести временных лет» под 988 годом — единожды[72]), то, скорее всего, умер в младенчестве.
  3. Ярослав Мудрый, князь ростовский, после смерти Вышеслава — новгородский, после победы над Святополком — киевский.
  4. Всеволод, князь Владимир-Волынский, иногда отождествляется с «Виссивальдом, конунгом из Гардарики», погибшим в Швеции в 993 году.
  5. Предслава, сделана наложницей польским князем Болеславом I Храбрым.
  6. Премислава (ум. в 1015 году), по некоторым источникам с 1000 года жена венгерского принца Ласло Лысого[78] (ум. 1029).
  7. Мстислава, в 1018 году среди других дочерей Владимира была захвачена польским князем Болеславом I Храбрым.
4. От Адельи (по поздним, не вполне надёжным данным):
  1. Мстислав Тмутараканский, князь тмутараканский и черниговский, после успешной войны с Ярославом правитель половины Руси; умер в 1036 году, не оставив наследников.
  2. Станислав, князь смоленский (сведения об уделе Станислава не вполне надёжны). (По некоторым родословцам — также «от болгарыни»).
  3. Судислав, князь псковский, в 1024—1059 годах в заточении, умер в 1063 году, пережив всех братьев. (По некоторым родословцам — также «от болгарыни»).
5. По летописи — «ѿ другия (Чехыни) Ст҃ослава». От «богемской княжны» Мальфриды (по поздним данным)[79]:
  1. Святослав, (ум. 1015), князь древлянский.
6. От «болгарыни», по родословцам — «болгарской княжны Милолики», некоторые историки пытались идентифицировать её с царевной Анной:
  1. Борис, князь ростовский.
  2. Глеб, князь муромский.
7. Неизвестно, от какой жены:
  1. Позвизд, судя по языческому имени родился до крещения Владимира. (По некоторым родословцам — также «от болгарыни»).
  2. Добронега-Мария (ум. 1087) — стала женой короля Польши Казимира I.

Кроме того, у Владимира было ещё несколько дочерей, неизвестных по имени. Всего дочерей Владимира на 1018 год было в живых не менее 9, как мы знаем из хроники Титмара. Точная судьба всех их неизвестна.
Польский историк Анджей Поппэ выдвинул весьма правдоподобную гипотезу, что жена новгородского посадника Остромира Феофана была дочерью Владимира I Святославича и Анны Византийской. Кроме того, возможно, дочерью Владимира была жена маркграфа Северной марки Бернхарда II Младшего фон Хальдеслебена (ум. 1044) и мать маркграфа Вильгельма (ум. 1056).

### Старшинство сыновей Владимира

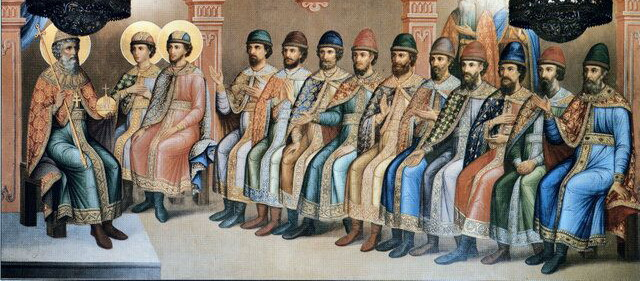
Великий князь Владимир Святославич с сыновьями. Роспись восточной стены Грановитой палаты. 1882

Старшими сыновьями Владимира были Вышеслав, Изяслав, Святополк и Ярослав (за исключением умершего во младенчестве Мстислава-старшего, рождённого Рогнедой после Изяслава и раньше Ярослава). Они стали наместниками отца в Новгороде, Полоцке, Турове и Ростове. При этом Изяслав родился около 978/9 года, Святополк около 979, Ярослав около 983/986. Когда умер Вышеслав, в Новгород переместился из Ростова Ярослав, в Ростове сел Борис, в Муроме — Глеб. Неизвестно, произошло ли это до смерти Изяслава в Полоцке (1001) или после.
Следующий после Ярослава сын Владимира от Рогнеды Всеволод бежал с Волыни в 994 году и затем погиб, предположительно, во время собственного сватовства в Скандинавии. Ненадёжная Густынская летопись упоминает затем на Волыни Позвизда.
У Святослава древлянского, возможно, в 1002 году уже родился сын Ян (поздняя Никоновская летопись). Следующим сыном обычно считается Мстислав тмутараканский и черниговский. Станислав смоленский упоминается только в поздних источниках. Самым младшим Владимировичем считается Судислав псковский, умерший в 1063 году после многолетнего заточения.

## Последние годы
Князь Владимир собирался изменить принцип престолонаследия и завещать власть любимому сыну Борису. В последние годы жизни Владимира Святополк устроил заговор против него, который был раскрыт и некоторое время Святополк находился в заточении. Ярослав прекратил из Новгорода перечислять в Киев дань и церковную десятину, после чего Владимир собрался с дружиной идти на сына, но смерть не дала сделать ему этого. Когда Владимир скончался в загородной резиденции Берестове 15 июля 1015 года, окружающие скрыли его смерть для того, чтобы уведомить Бориса о смерти его отца. Дело в том, что Святополк находился в Киеве: он не должен был узнать об этом раньше горожан, иначе попытался бы узурпировать власть. Тело князя, обернутое ковром, тайно вывезли ночью и привезли в Киевскую Десятинную церковь, где он и был похоронен; мраморные саркофаги Владимира и его жены стояли посредине храма. 
«Летописец Переяславля Суздальского» сообщает, что Владимир умер в возрасте 73 лет, то есть год рождения его — 942 по отношению к дате 1015, однако в «Летописце Переяславля Суздальского» дата смерти указана как 1035 год.

## Судьба останков
Десятинная церковь была разрушена монголами в 1240 году и под её обломками оказались саркофаги князя Владимира, его жены и других.
Афанасий Кальнофойский в своей Тератургиме сообщал, что митрополит Петр Могила
в 1635 или 1636 году в Киеве при разборе руин Десятинной церкви обнаружил старые саркофаги, которые Петр Могила принял за погребения Владимира и Анны, а затем после извлечения останков закопал саркофаги вновь. Через два года после выхода «Тератургемы» Могила в 1640 году отправил в Москву большое посольство, которое в качестве даров, в числе прочего привезло Михаилу Романову часть мощей князя Владимира в «ковчѣгѣ сребряном». В Москве с недоверием отнеслись к подарку и сомневались в подлинности мощей. Петр Могила в своем письме к царю уточнил, где именно он нашел мощи Владимира — по словам
митрополита, мощи были найдены «в мраморном гробѣ…в Десятинной церкви пречистой Богородицы киевской розоренной, идеже древле положены быша». Якобы, Петр Могила «в воспоминание будущим родам» извлек из гроба череп и кисть правой руки Владимира, а в Москву отослал нижнюю челюсть. В начале 1658 года архимандрит Лавры Иннокентий (Гизель) с посольством послал царю ещё одну порцию мощей Владимира и послы на торжественной церемонии «в полате» поднесли царю мощи.
Основная часть предполагаемых мощей Владимира была сначала помещена Петром Могилой в церковь Спаса на Берестове, а потом в Успенский собор Лавры
. Митрополит Киевский Евгений Болховитинов (1767–1837) в своем описании Киево-Печерской лавры сообщал, что череп князя Владимира «находится на правой стороне при алтаре Успенского собора Лавры в приделе св. Архангела Михаила в серебряной раке и под серебряной иконою князя сего во весь рост, сделанною в 1825 году».
Место погребения в Десятинной церкви было заново раскопано Н. Е. Ефимовым в 1826 году, действительно были найдены саркофаги, но не соответствующие описанию XVII века. Современные исследователи высказывают сомнения в том, что это действительно были раки Владимира и Анны.

## В «Слове о полку Игореве»
О, печалиться Русской земле, вспоминая первые времена и первых князей! Того старого Владимира нельзя было пригвоздить к горам киевским; а ныне одни стяги Рюриковы, а другие — Давыдовы, и порознь их хоругви развеваются. Копья поют…

## Память

### Церковное почитание

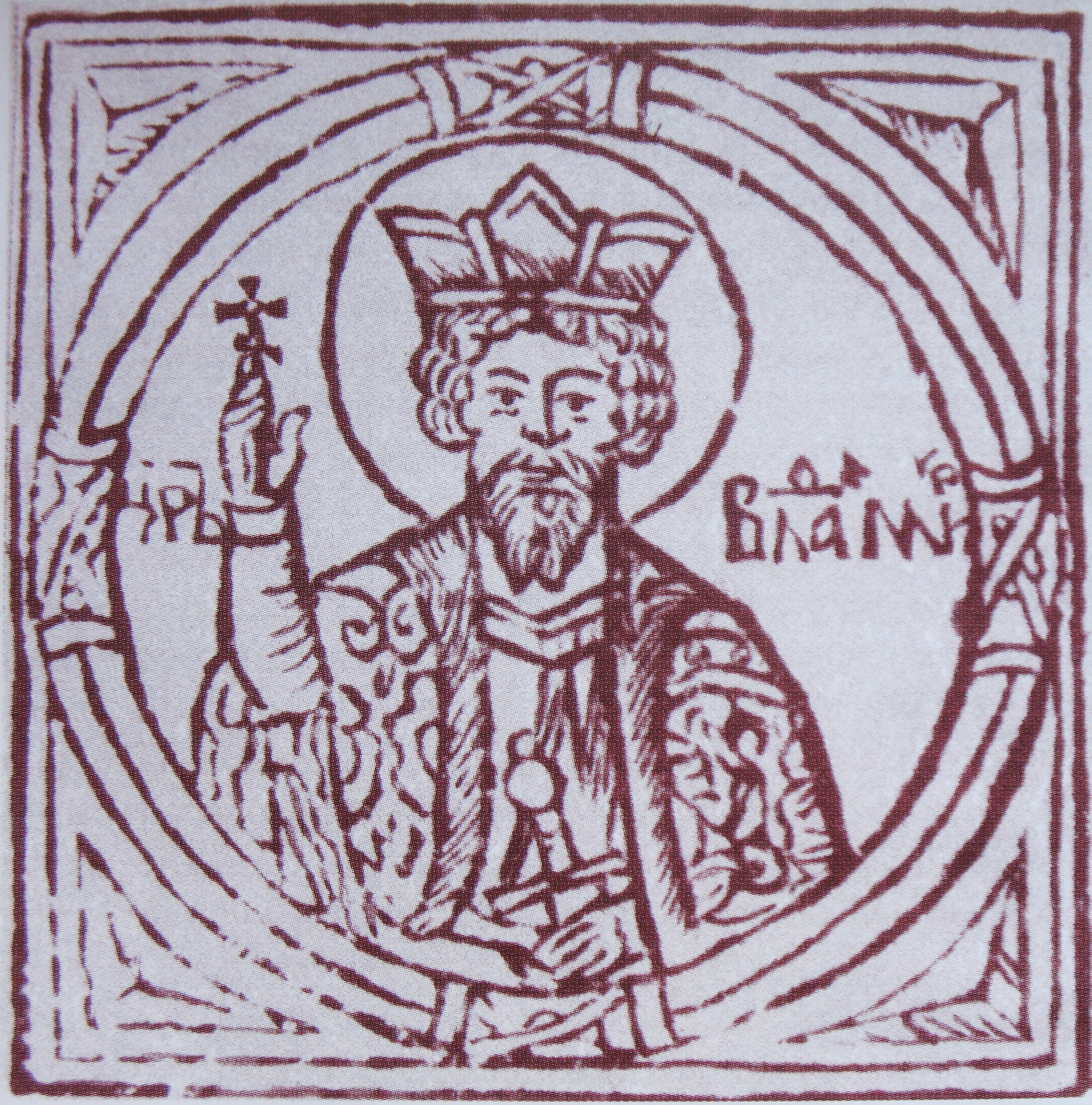
«Царь Владимир». Праздничная минея 1619 года

Точных данных о начале церковного почитания (и формальной канонизации, если такая была) князя Владимира нет. Возможно, Владимир первоначально поминался вместе со своими сыновьями, святыми Борисом и Глебом. По косвенным данным, уже в первые годы после его смерти возникла агиографическая традиция, уподоблявшая князя апостолу Павлу, причём житийные рассказы об обращении Владимира (ослепшего и чудесным образом исцелившегося по молитвам христиан) встречаются и в западноевропейских памятниках этого времени. Уже в «Похвале кагану Владимиру» митрополит Иларион именует князя «блаженным» («О блаженый и треблаженый кн҃же володимерѣ, благовѣрне, и хс҃толюбиве, и страннолюбче, мъзда твоѧ многа предъ бг҃омъ!»), хотя историки церкви признают его слова скорее пожеланием канонизации, нежели свершившимся фактом.
Согласно сербским Прологам XIV века, восходящим к древнерусским оригиналам середины XII века, официальное признание Владимира святым к середине XII века ещё не состоялось.
Русские летописи также умалчивают о канонизации Владимира Крестителя.
Первые надёжные сведения об официальном почитании Владимира как святого равноапостольного относятся к XIV веку: все Прологи и богослужебные книги того времени имеют память святого Владимира под 15 июля. Ряд исследователей выдвигал гипотезу, что начало почитания могло быть связано с победой новгородцев в Невской битве (1240 год), которая произошла 15 июля, но во многих древних списках жития Александра Невского в перечне святых дня Невской битвы как раз отсутствует имя Владимира. Вероятно, канонизация могла состояться во 2-й половине XIII века, так как именно этим периодом датируется Пролог со вставкой из проложного жития святого Владимира.
В 1635 году митрополит Киевский Пётр Могила обрёл мощи Владимира из руин Десятинной церкви, что полагает начало почитанию его останков.
В 1853 году в Киеве был открыт памятник святому князю Владимиру и основан комитет по строительству Владимирского собора (освящён в 1896 году).
Особое внимание ко дню памяти святого Владимира было привлечено церковно-общественными торжествами по случаю 900-летия Крещения Руси в июле 1888 года. Указом Святейшего синода 1888 года «для запечатления навсегда в благоговейной памяти православных чад русской Церкви имени Просветителя русского народа», день памяти святого Владимира определено отнести к праздникам, имеющим в Уставе знак креста в полукруге — «имже бдение совершается»; до того полагалась полиелейная служба. В связи с празднованием юбилея в Российской империи был воздвигнут ряд Князь-Владимирских храмов.

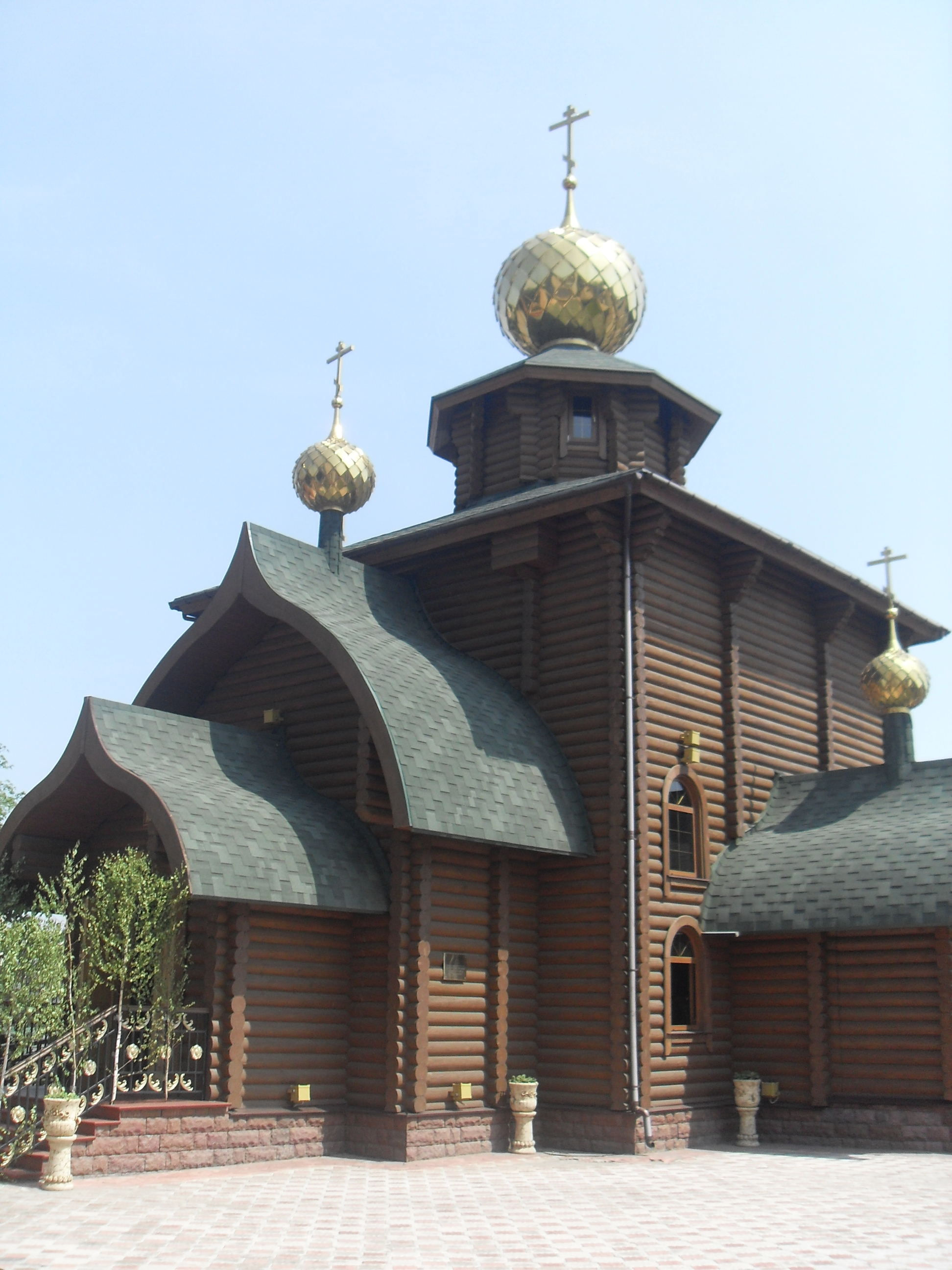
Церковь Святого равноапостольного Великого князя Владимира (Тула) построена в 2009 году

В русской эмиграции XX века церковное почитание князя в условиях начавшейся в 1929 году в СССР тотальной ликвидации организованной церковности приобрело политическое звучание; 18 (31) декабря 1929 года Архиерейский синод (Русская зарубежная церковь) по докладу митрополита Антония (Храповицкого) постановил «установить день Св. Равноапостольного Князя Владимира, Просветителя Руси, 15 (28) июля общим русским церковно-национальным праздником и просить архипастырей и пастырей Русской Православной Зарубежной Церкви в этот день особенно отметить значение русской православной культуры и в церковной и государственной жизни русского государства. <…>».
Поскольку князь Владимир жил до раскола христианской церкви (1054), он почитается и католиками.
Русская церковь совершает его память в день его преставления — 15 июля по юлианскому календарю. В тот же день, 28 июля по Григорианскому календарю, празднуют её римокатолики; святой Владимир считается покровителем украинских и российских католиков.
С 2002 года святой Владимир считается небесным покровителем внутренних войск МВД России. Его образ освящён в главной иконе внутренних войск, которая хранится в Преображенской церкви храма Христа Спасителя. Начинание по обретению внутренними войсками МВД России особо почитаемой иконы и святых покровителей воинских коллективов благословлено патриархом Алексием II.
24 июня 2008 года на Архиерейском соборе патриарх Алексий II сказал: «Сегодня в общецерковном календаре день 15/28 июля, когда мы чтим память равноапостольного князя Владимира, „идолы поправшаго и всю Российскую землю Святым Крещением просветившаго“ (величание святому), даже не выделен красным цветом и рассматривается как „средний“ праздник. А ведь Крещение Руси, совершённое святым князем, духовным вождём нашего народа и героем наших народных былин, стало величайшим событием отечественной истории, без которого не родилось бы в ней всё лучшее и возвышенное, что неразрывно связано с православной верой. Полагаю, что день великого князя Владимира надо и отмечать как великий праздник».
В 2008 и 2010 годах соответственно на Украине и в России были установлены государственные памятные даты: День крещения Киевской Руси — Украины и День крещения Руси, приуроченные ко дню памяти князя Владимира.

#### Храмы
- Список храмов во имя святого князя Владимира
- Часовня во имя святого князя Владимира

### В искусстве

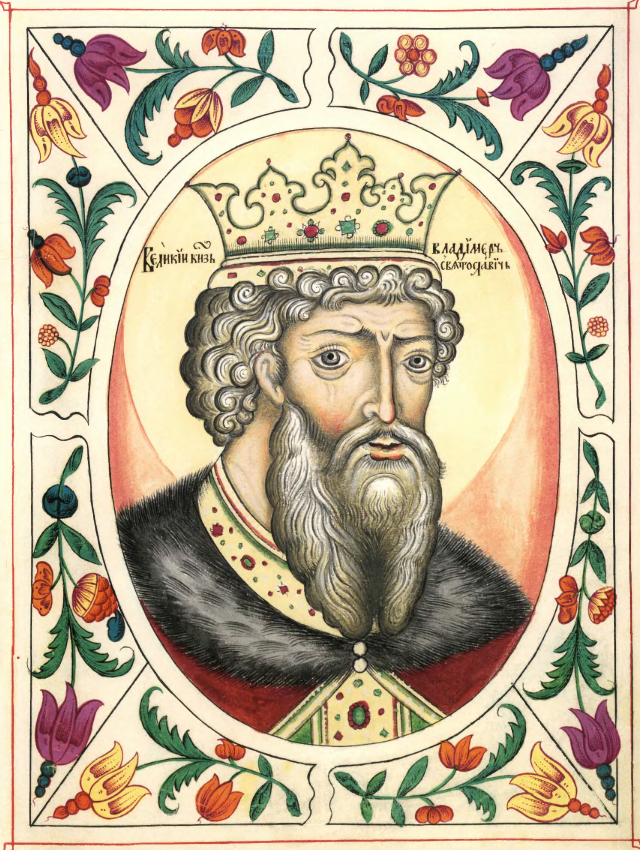
Условный портрет Владимира Святославича из Царского титулярника 1672 года, Государственный исторический музей, Москва

- Кинофестиваль «Святой Владимир»[101]

#### Былинный и фольклорный образ
В былинах известен под именем Владимира Красно Солнышко, «ласкового князя Владимира». Ко времени его правления относятся подвиги трёх богатырей. Типичный образ князя Владимира в былинах — собирательный. В нём объединены черты некоторых более поздних правителей, а историческая достоверность, возможно, искажена.
Парные образы Владимира и его матери Малуши представлены в украинских святочных фольклорных фигурах Василия и Маланки (Меланки, Миланки). В церковном календаре день святой Мелании завершает годовой круг, а день святого Василия его начинает. Это календарное обстоятельство сблизило в народном воображении святого Василия Великого и преподобную Меланию римлянку, превратив их в стойкую фольклорную пару, сохранив не только упоминания о реальных исторических персонажах (Владимире и Малуше), но и целый ряд деталей, которые отражают правовые нормы христианства и характеризуют тогдашний быт.

#### В беллетристике
Свои произведения Владимиру I посвящали Феофан Прокопович (пьеса «Владимир»), Я. Б. Княжнин (трагедия «Владимир и Ярополк»), Ф. П. Ключарёв, М. М. Херасков, А. С. Грибоедов и А. Н. Муравьев.
В эпоху «Владимира-солнце», обрисованного по «Истории государства Российского» Карамзина, происходит действие «Руслана и Людмилы» Пушкина.
Князь Владимир является центральным персонажем ряда исторических романов: «Голубь над Понтом» («Когда пал Херсонес») Антонина Ладинского, «Владимир» Семёна Скляренко, «Князь Владимир» Юрия Никитина, «Дочка императрицы» Михаила Казовского (1999), «Язычник» (2009) и «Княжья Русь» (2010) Александра Мазина и других. В романах «Князь» (2005) и «Герой» (2006) Александра Мазина упоминается о рождении и детстве Владимира.

#### В кинематографе
- Илья Муромец (1956; СССР) режиссёр Александр Птушко, Дамир Вятич-Бережных, в роли Владимира Андрей Абрикосов.
- Ярослав Мудрый (1981; СССР) режиссёр Григорий Кохан, в роли Владимира Пётр Вельяминов.
- Легенда о княгине Ольге (1983; СССР) режиссёр Юрий Ильенко, в роли Владимира в юности Иван Иванов, в старчестве Иван Миколайчук.
- Владимир Святой (1993; Россия) режиссёр Юрий Томошевский, в роли Владимира Владислав Стржельчик.
- Сага древних булгар. Лествица Владимира Красное Солнышко (2004), в роли Андрей Сухов. Владимир в старости — Александр Беспалый
- Викинг (2016; Россия) режиссёр Андрей Кравчук, в роли Владимира Данила Козловский.
- «Крещение Руси» (2018; Россия) — докудрама, режиссёр Максим Беспалый, в роли Владимира — Антон Пампушный.
- «Рюриковичи. История первой династии» (2019; Россия) — докудрама, режиссёр Максим Беспалый, в роли Владимира — Александр Карпенко.

#### В мультфильмах
- Братья (2011)
- Князь Владимир (2006; Россия) режиссёр Юрий Кулаков, Владимира озвучивает Сергей Безруков
- Выбор князя Владимира (2016, реж. А. Данилова, Г. Юневская)

### Ордена
- В 1782 году императрица Екатерина II учредила Императорский орден Святого Равноапостольного Князя Владимира в 4 степенях.
- В 1957 году Русская православная церковь учредила орден Святого равноапостольного великого князя Владимира в 3 степенях.

### Памятники
- В 1853 году князю Владимиру был воздвигнут памятник в Киеве. Первоначально идея, родившаяся в окружении киевского генерал-губернатора Дмитрия Бибикова, воздвигнуть памятник князю Владимиру на пустой высокой горе над новым центром города — Крещатиком, вызвала возражения Киевского митрополита Филарета[104].
- В 1999 году открыт памятник в Белгороде. Скульптор Вячеслав Клыков.
- В 2007 году во Владимире открыт памятник Владимиру Святому и епископу Суздальскому Феодору работы скульптора Сергея Исакова.
- В 2010 году в Коростене открыт памятник юному князю Владимиру и его матери Малуше.
- В 2013 году памятник князю Владимиру установлен в Астрахани к 1025-летию крещения Руси и 455-летию со дня основания города. Памятник размещён в сквере напротив кафедрального собора Святого равноапостольного князя Владимира[105].
- В 2015 году памятник князю Владимиру открыт в городе Батайске (Ростовская область). Скульптор Сергей Исаков.
- В 2015 году памятник Святому Владимиру установлен украинской общиной в Гданьске, Польша. Скульптор Геннадий Ершов[106].
- В том же году в Смоленске открыт и освящён памятник святому князю Владимиру.
- В 2016 году открыт памятник на Боровицкой площади в Москве. Скульптор Салават Щербаков, архитектор Игорь Воскресенский.
- В 2018 году 27 сентября открыт криворожский памятник Владимиру Великому, он стал самым высоким на Украине. 8-метровая скульптура вылита из бронзы. Постамент в высоту 14 метров. Общая высота памятника составит 22 метра. Освящают новый памятник священники УПЦ МП.
- Планируется сооружение памятника князю на площади Победы в Калининграде[107].
- Имеется памятник в Новочебоксарске, Чувашия.

#### Галерея

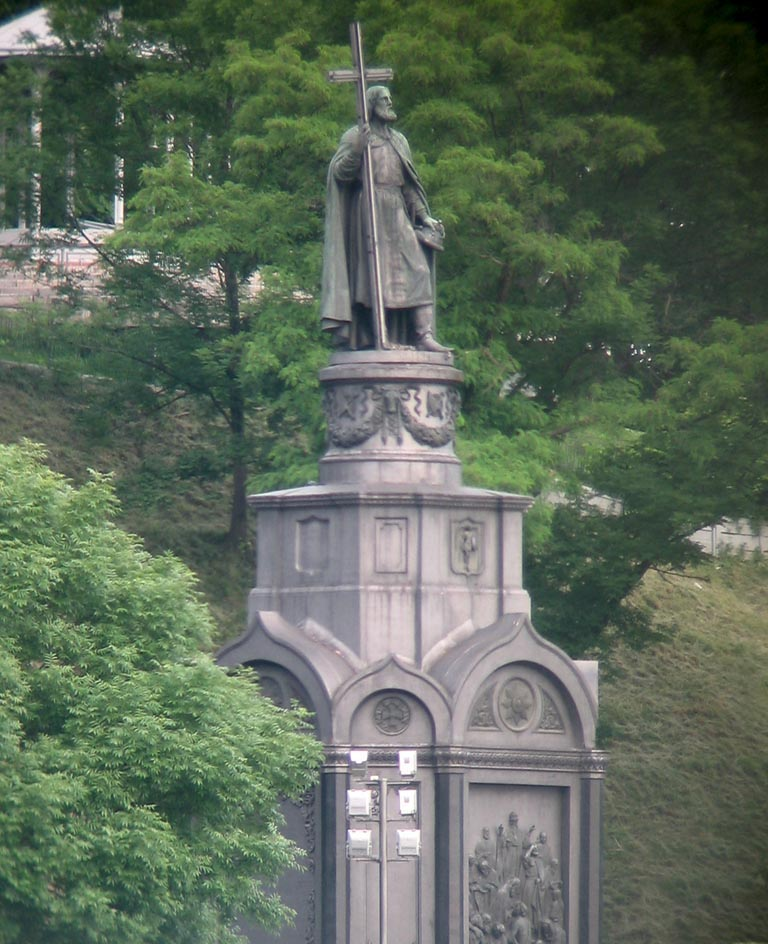
Памятник Владимиру Великому в Киеве. Старейший из памятников Владимиру Великому, установлен в 1853 году
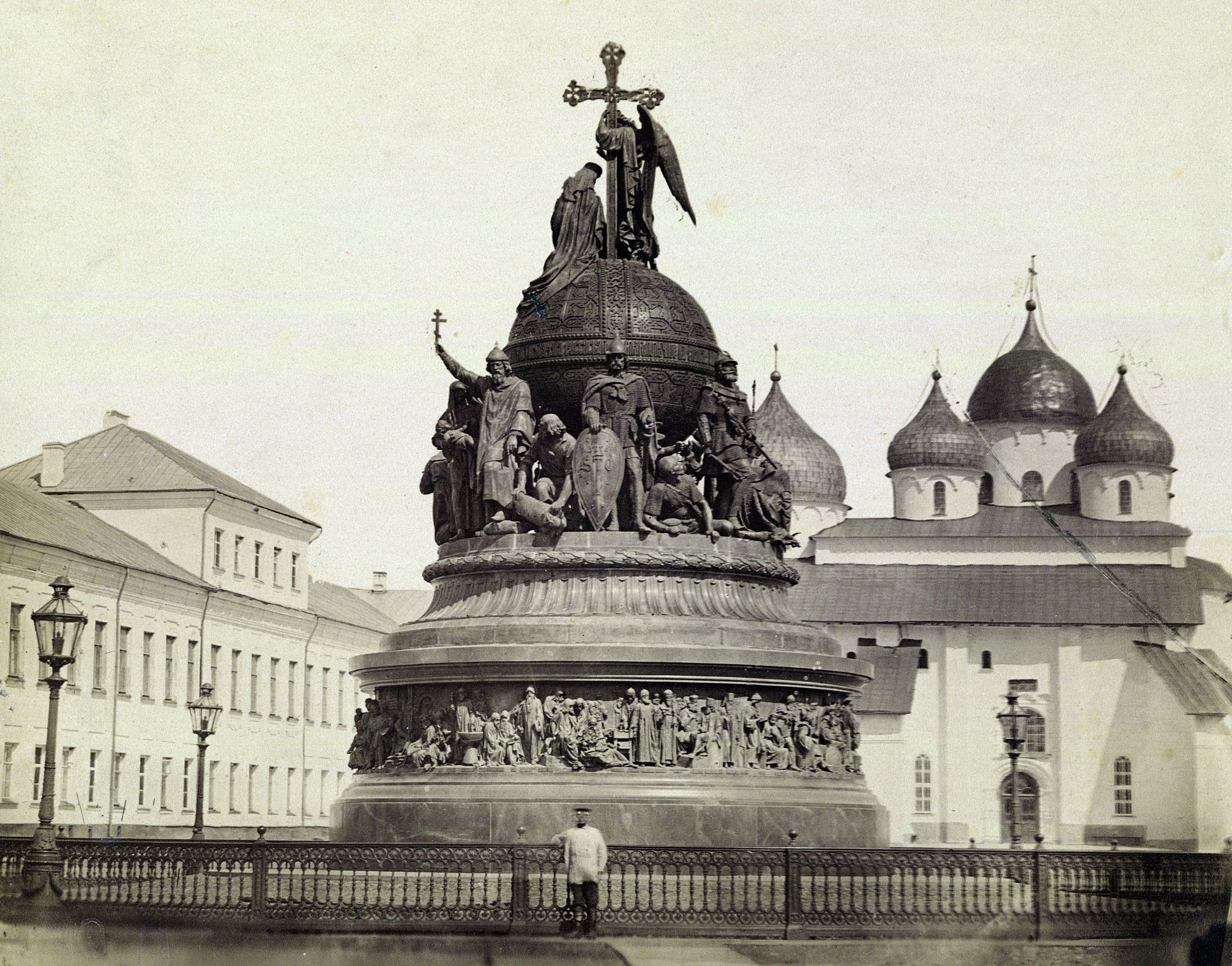
Памятник Тысячелетие России, возведённый в 1862 году в Новгороде. В центре композиции изображён Рюрик со щитом, слева от него — Владимир Креститель
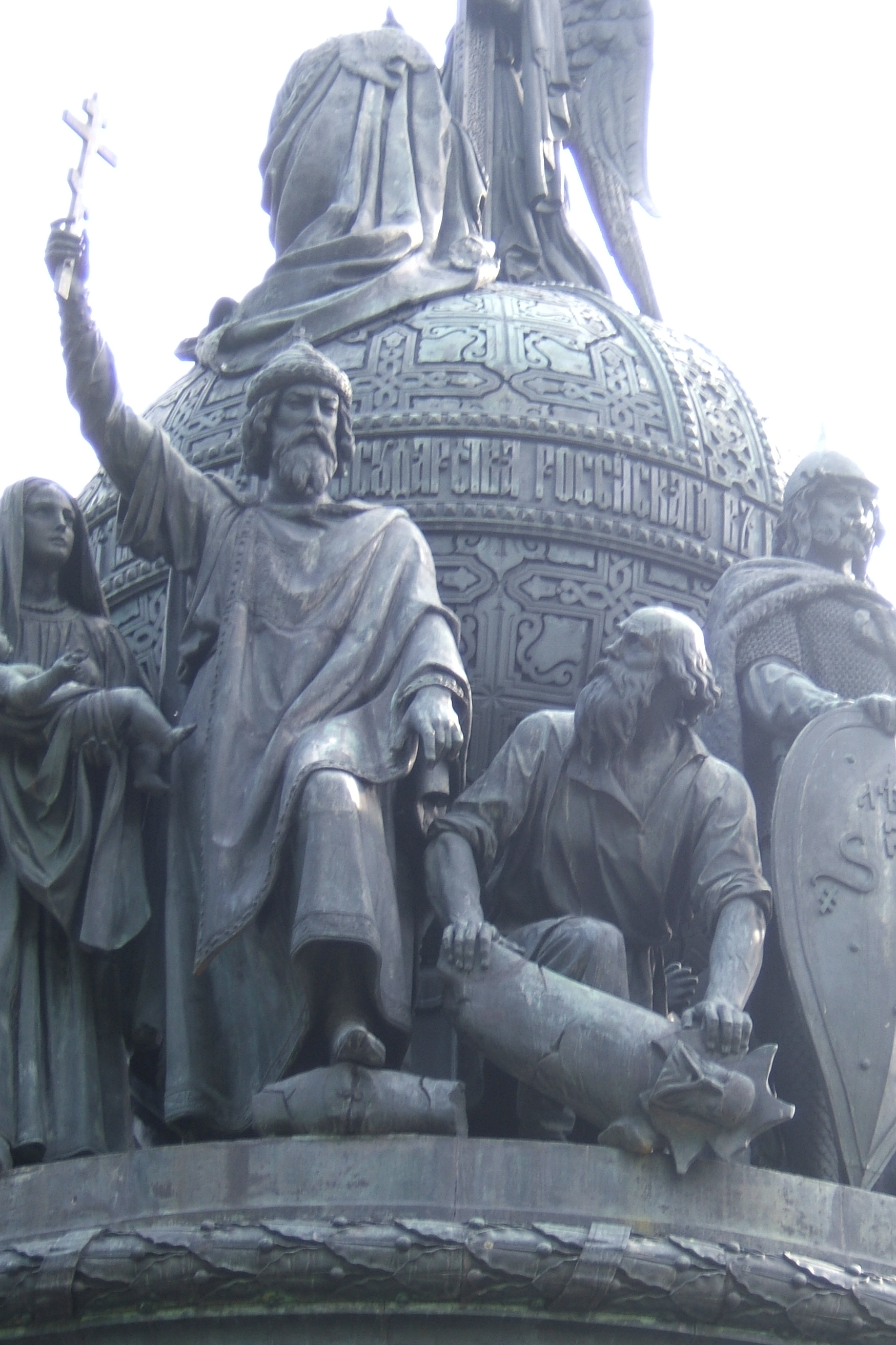
Памятник Тысячелетие России, часть. Владимир Креститель держит в руке крест и попирает ногой идола Перуна
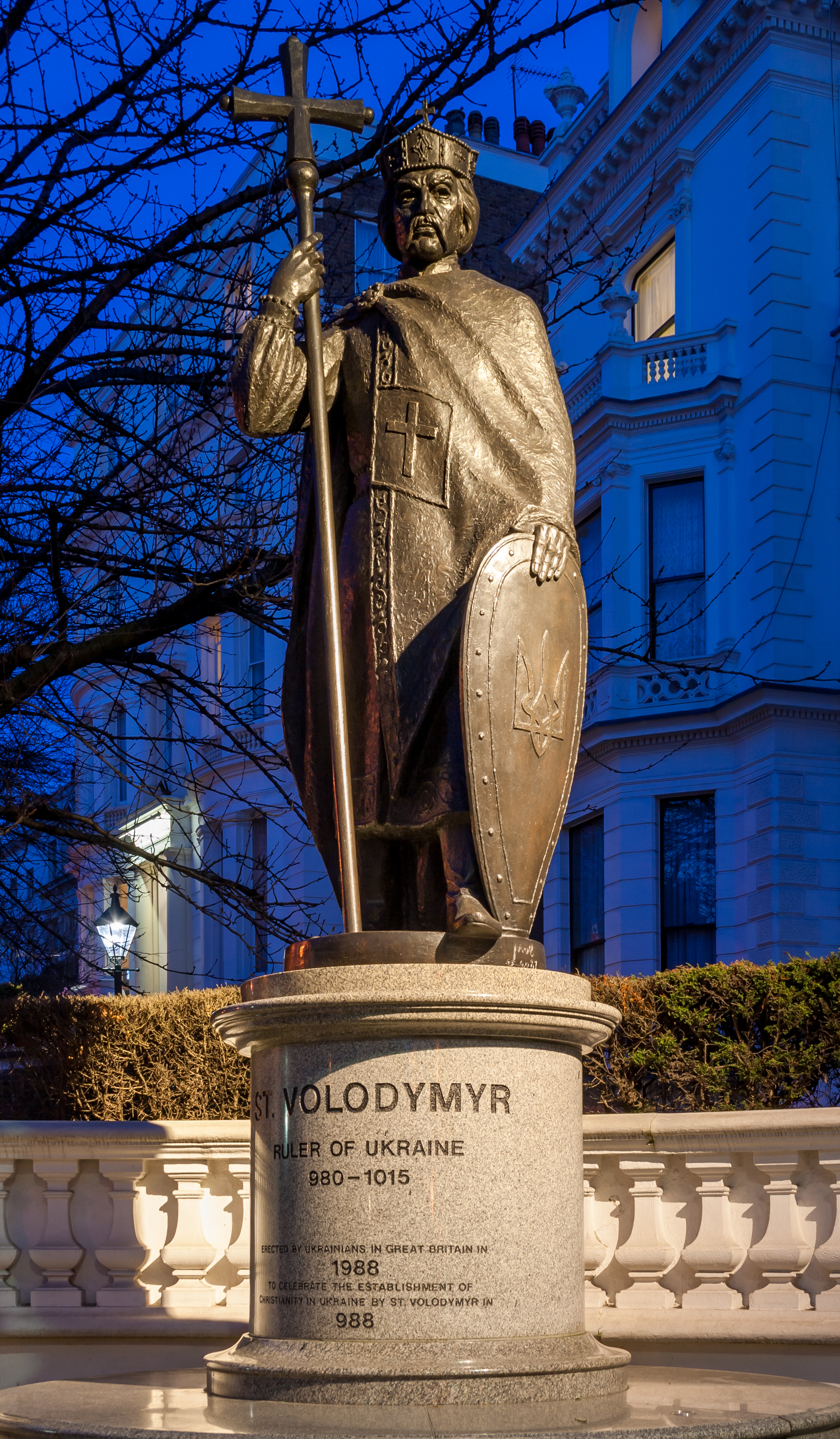
Памятник Владимиру, установленный украинской общиной в Лондоне, Великобритания
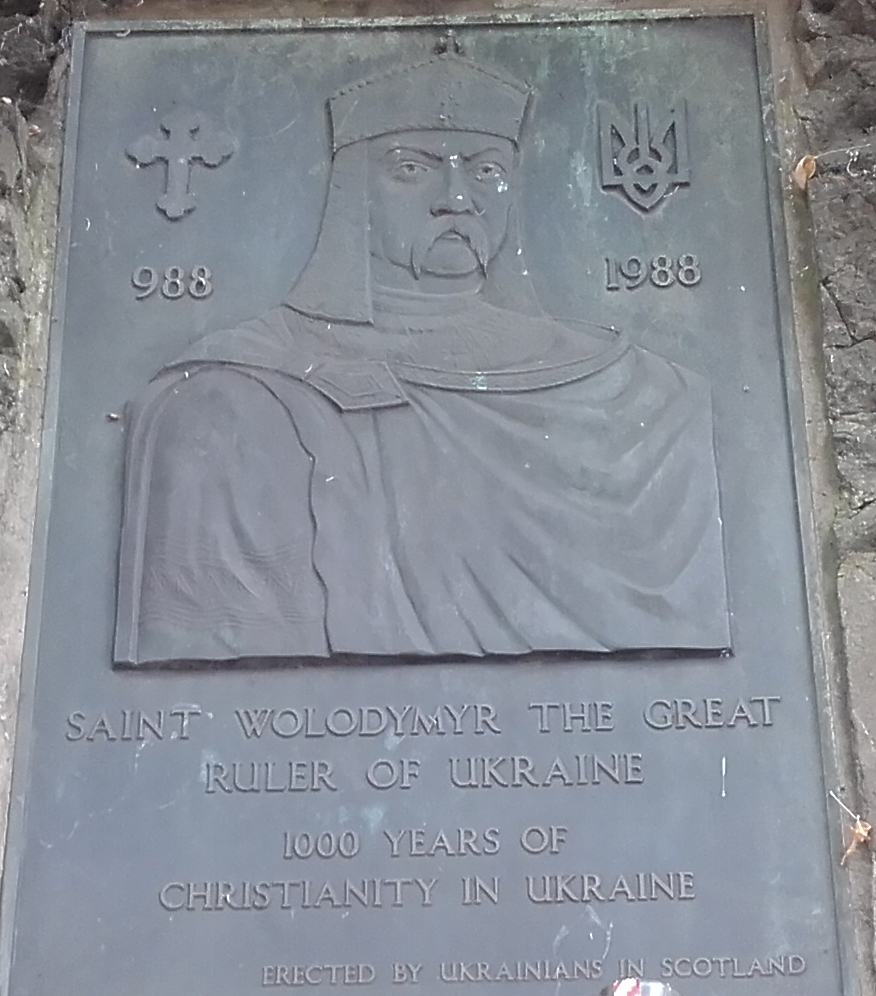
Мемориальная доска Владимиру Великому, установленная украинской общиной в Эдинбурге, Великобритания
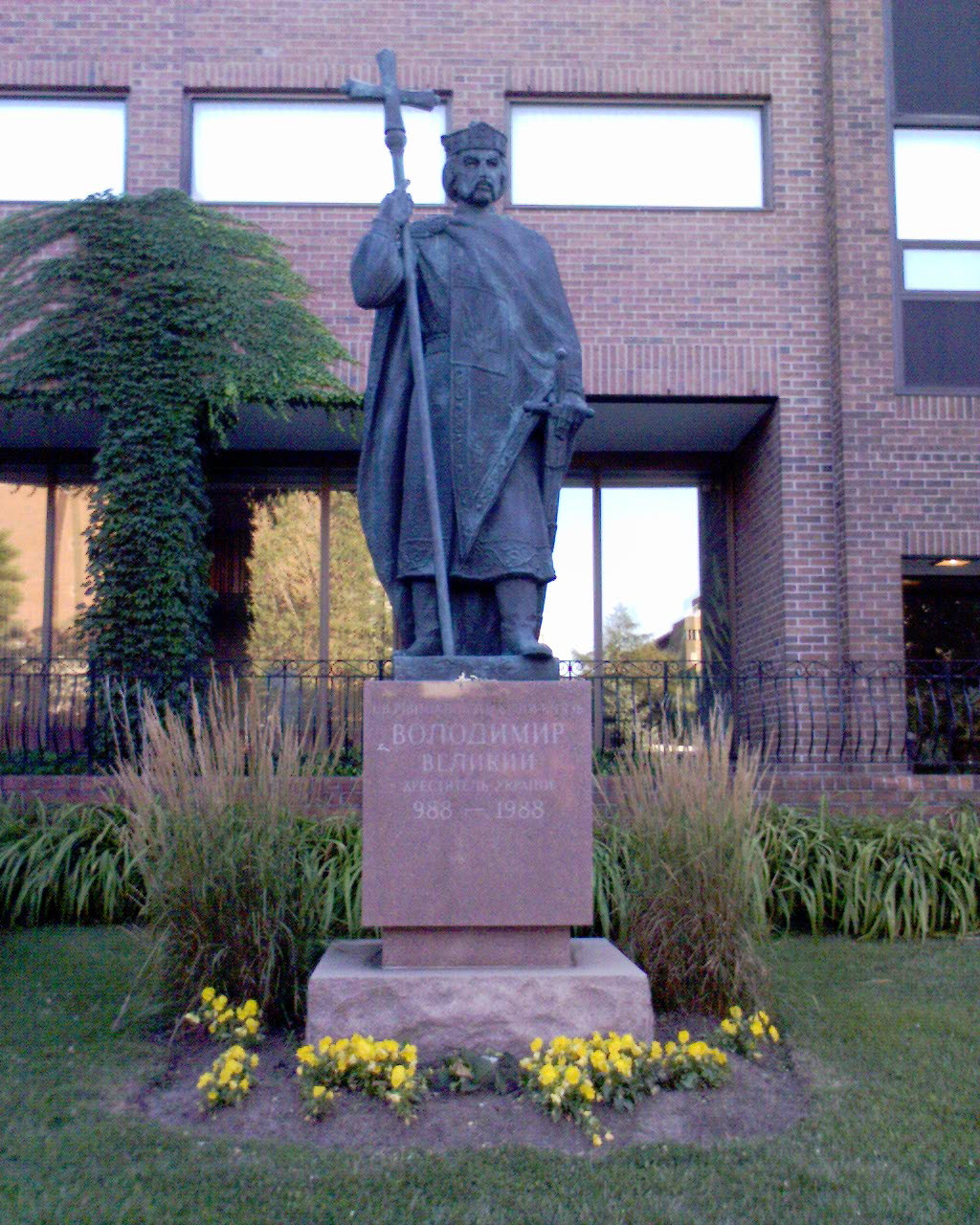
Памятник Владимиру Крестителю, установленный украинской общиной в Торонто, Канада
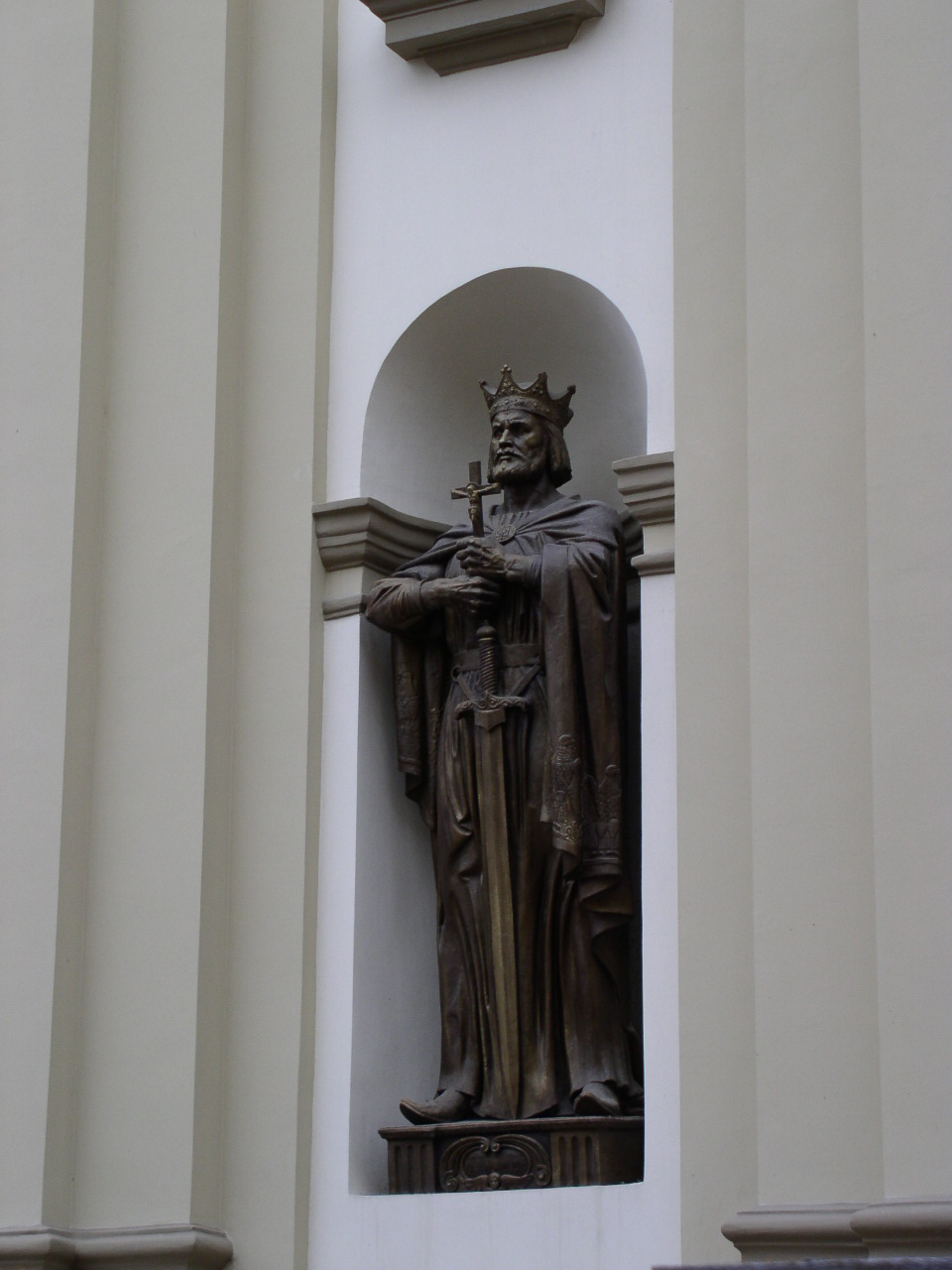
Статуя Владимира Крестителя в кафедральном соборе Святого Воскресения в Ивано-Франковске, Украина
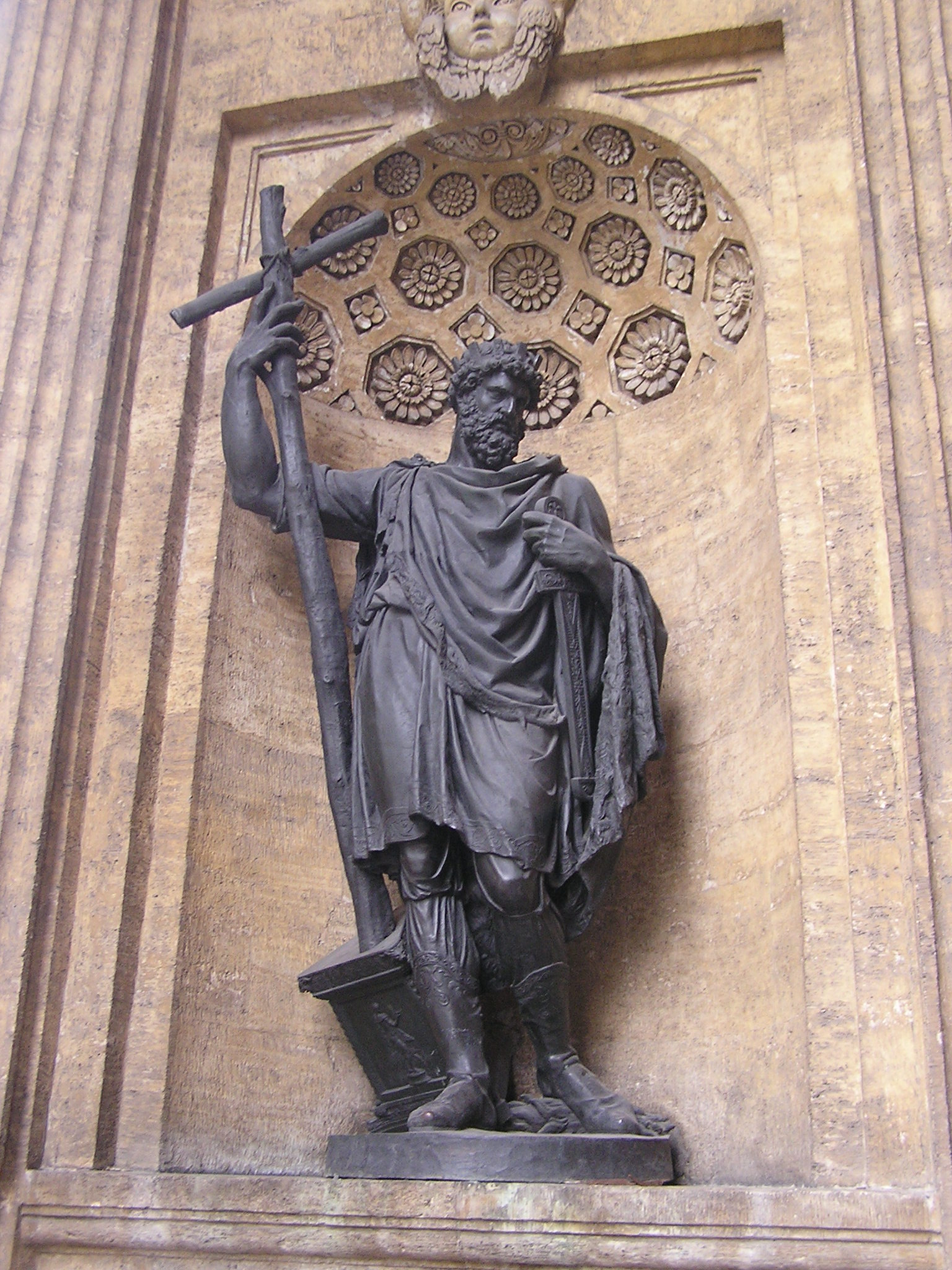
Статуя Владимира Святого в Казанском соборе в Санкт-Петербурге
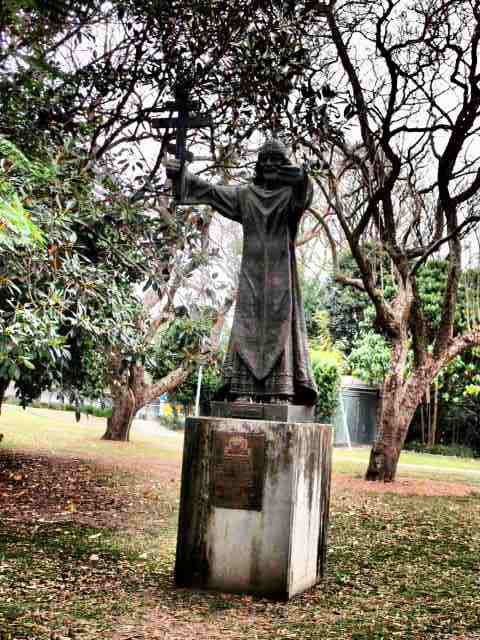
Памятник Владимиру Святославичу в Квинслендском университете в Брисбене, Австралия
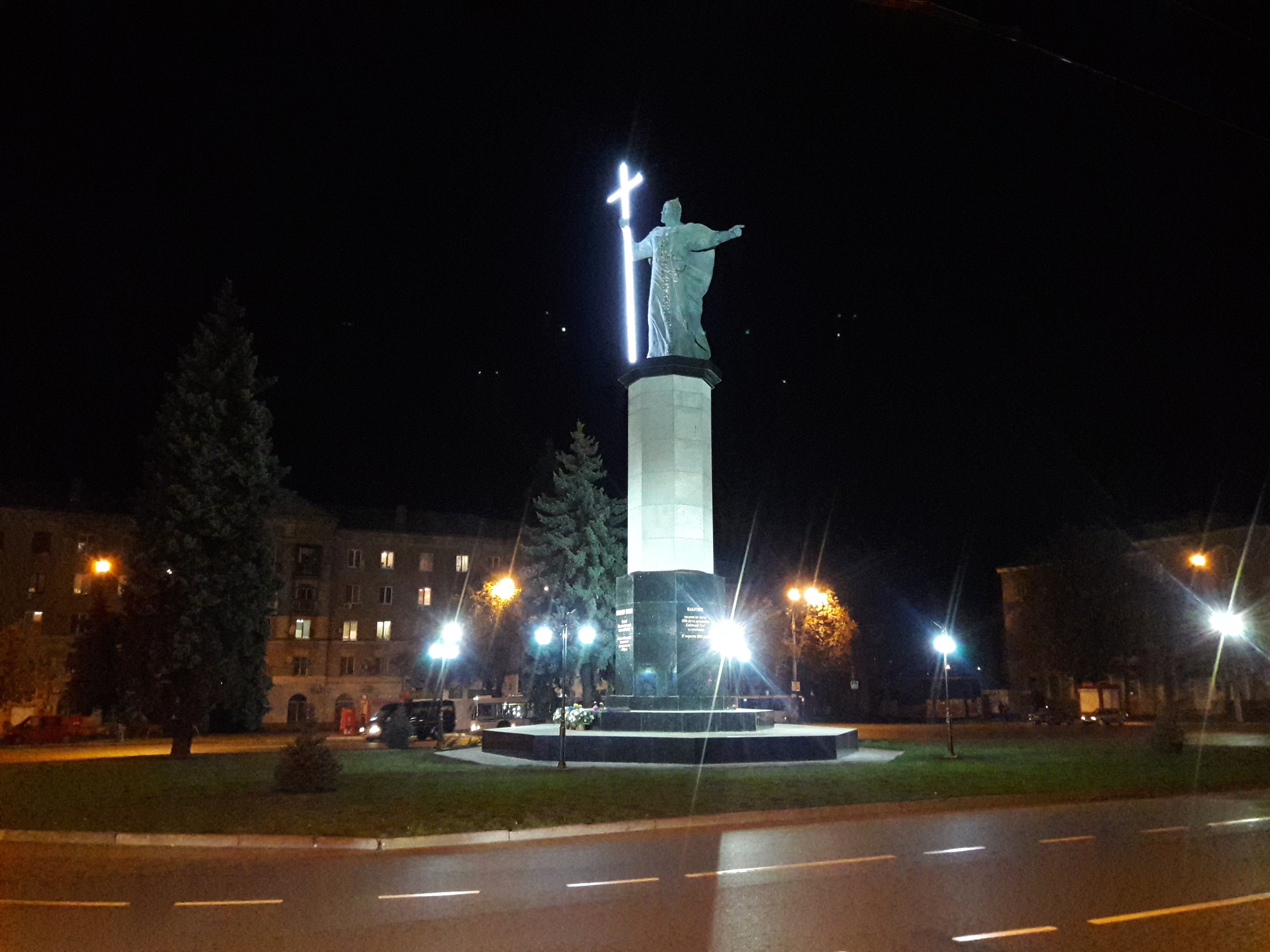
Памятник Владимиру Великому в Кривом Роге
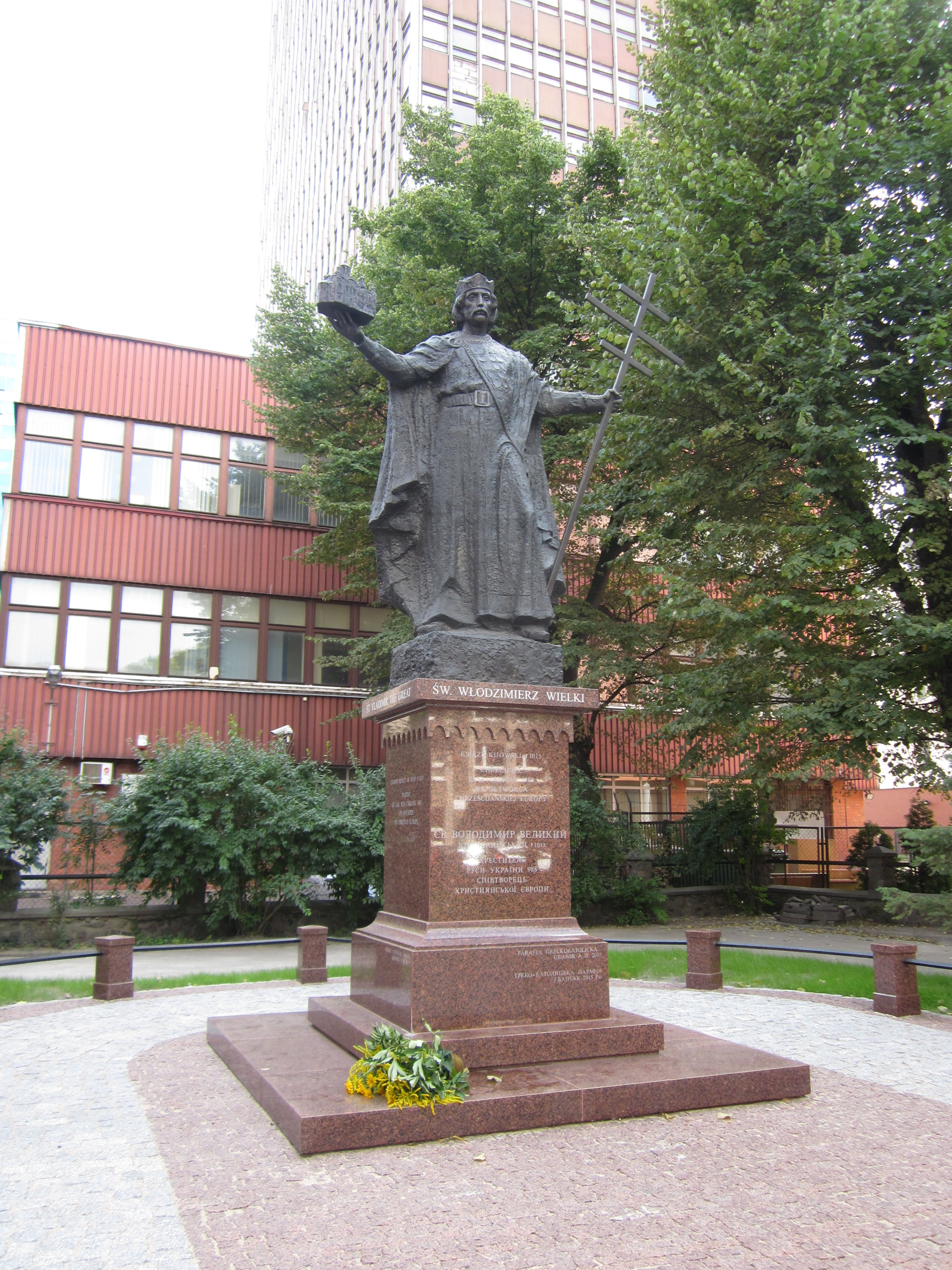
Памятник Святому Владимиру, установленный украинской общиной в Гданьске, Польша
Памятник Владимиру Великому, установленный на Боровицкой площади в Москве
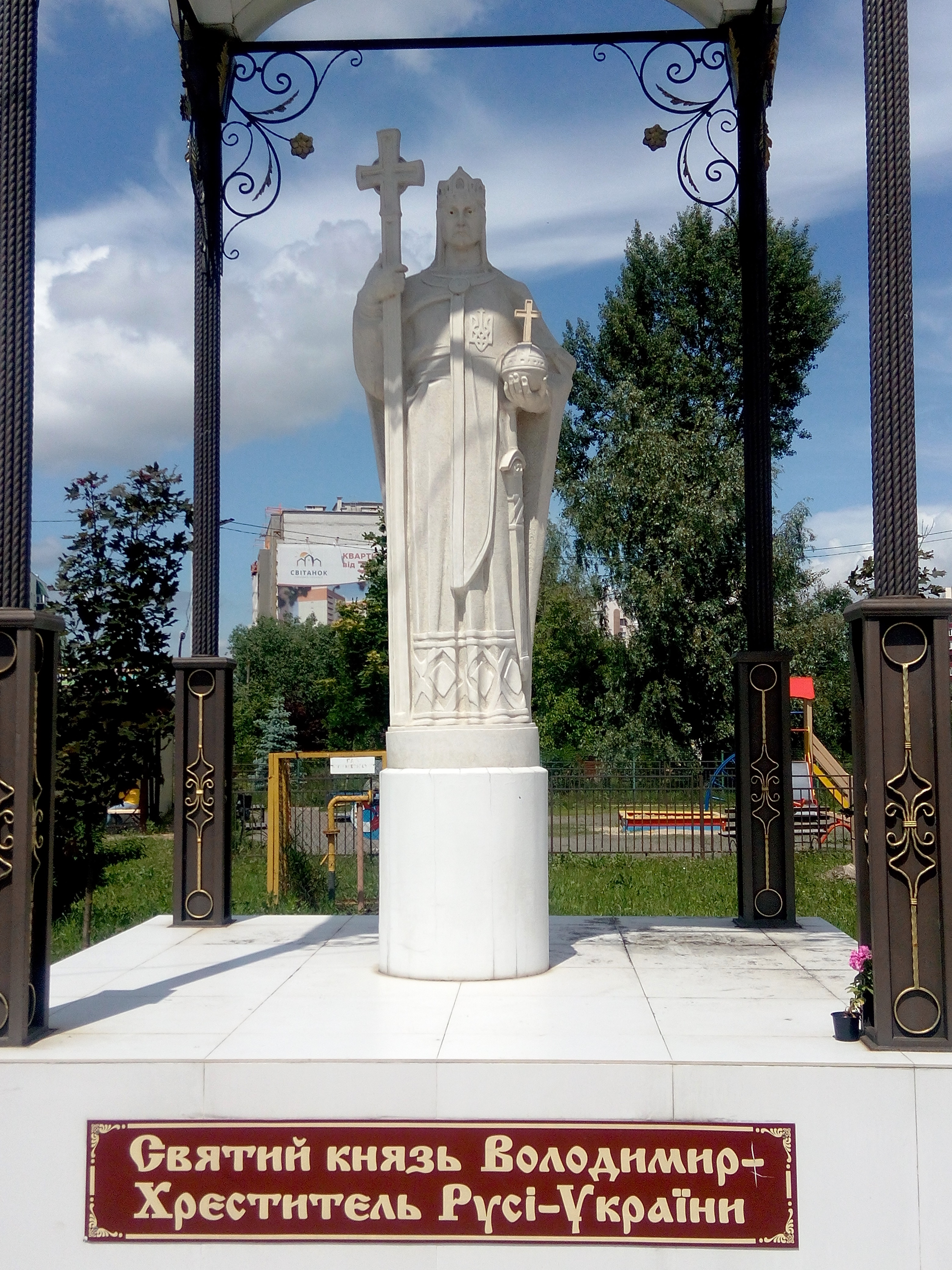
Памятник равноапостольному князю Киевскому Владимиру Великому в Борисполе, Украина
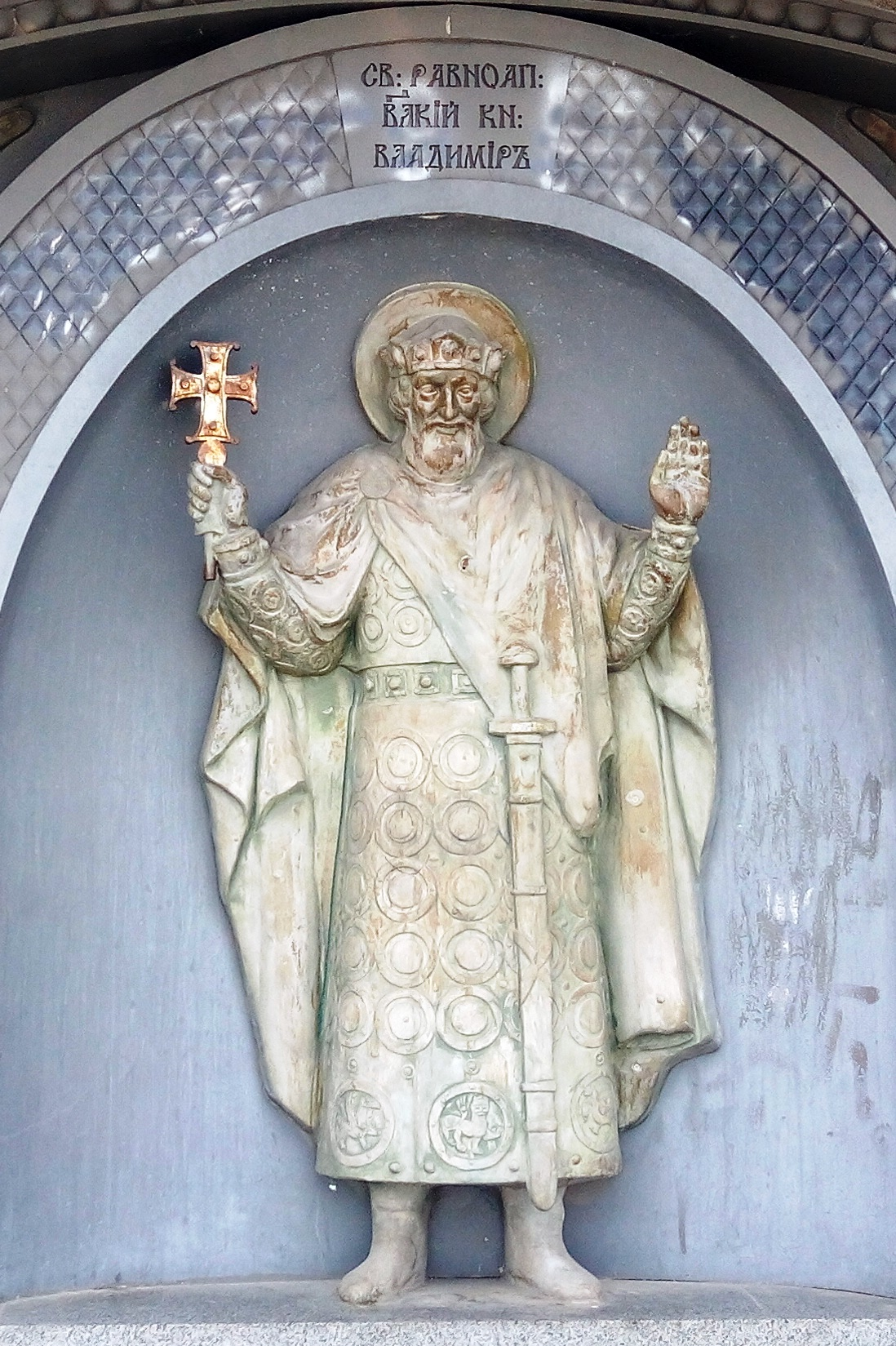
Скульптура князя Владимира Великого на Набережном шоссе в Киеве
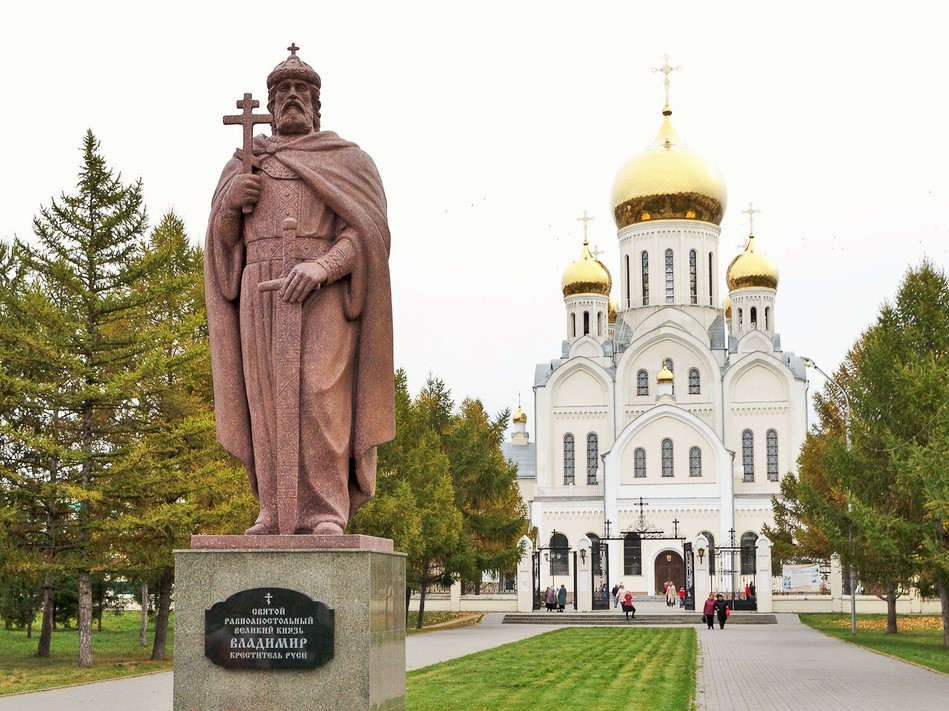
Памятник князю Владимиру в Новосибирске. 2018 год. Скульптор О. В. Песоцкий

### На деньгах

#### Древнерусские монеты
Князь Владимир был изображён на златниках и сребрениках, чеканившихся во время его княжения начиная с 988 года. (смотри выше).

#### Современные монеты и банкноты
Князь Владимир изображён на четырёх различных украинских банкнотах номиналом 1 гривна (1995—2007) и двух монетах, номиналом 1 и 10 гривен. Его изображение (повторяющее древнерусский златник) имеется также на советской юбилейной золотой монете номиналом 100 рублей, выпущенной в 1988 году в честь 1000-летия начала древнерусской монетной чеканки.

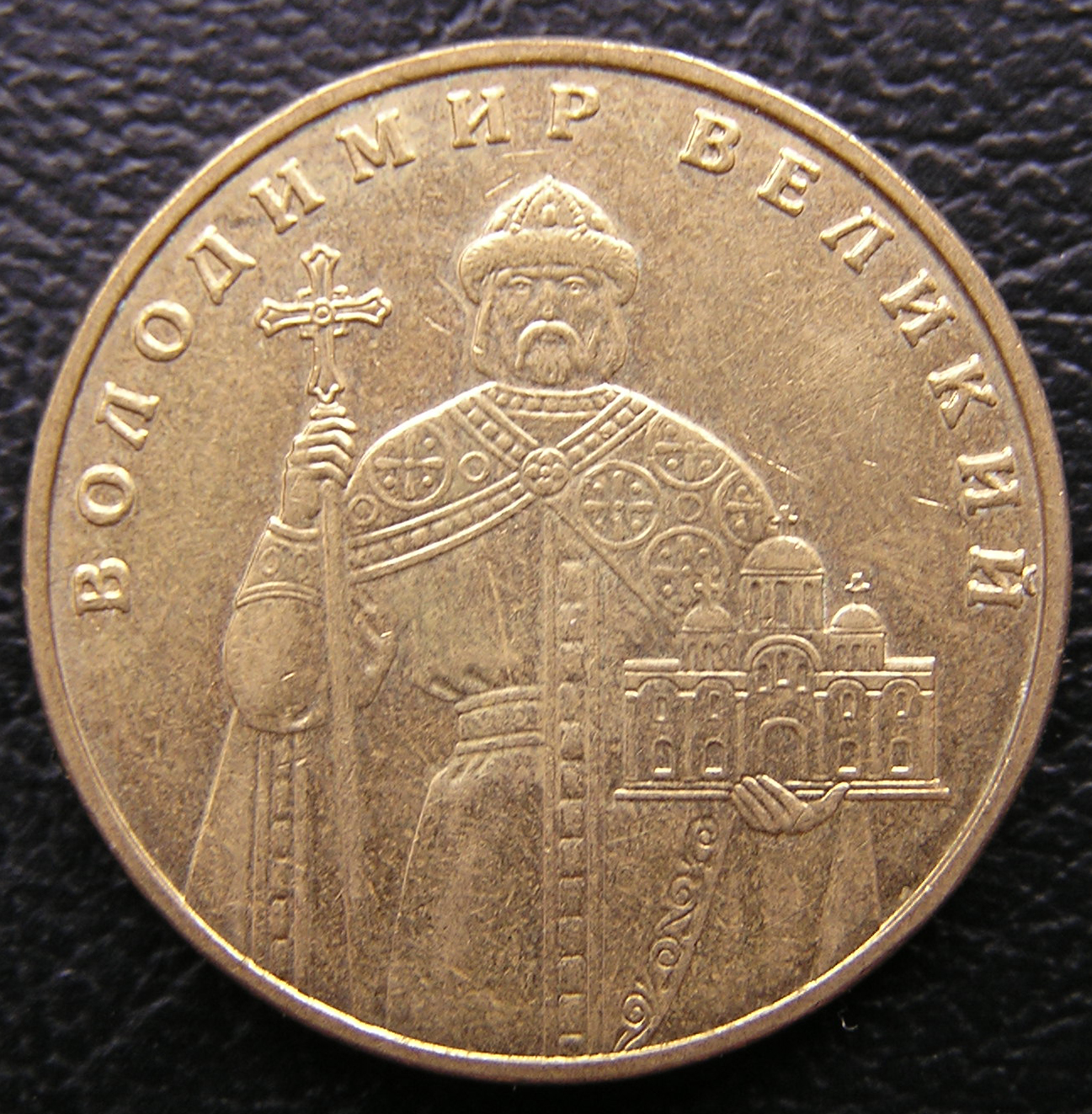
Украинская монета 1 гривна 2006 г.
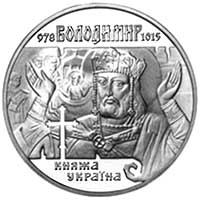
Украинская инвестиционная монета 10 гривен.
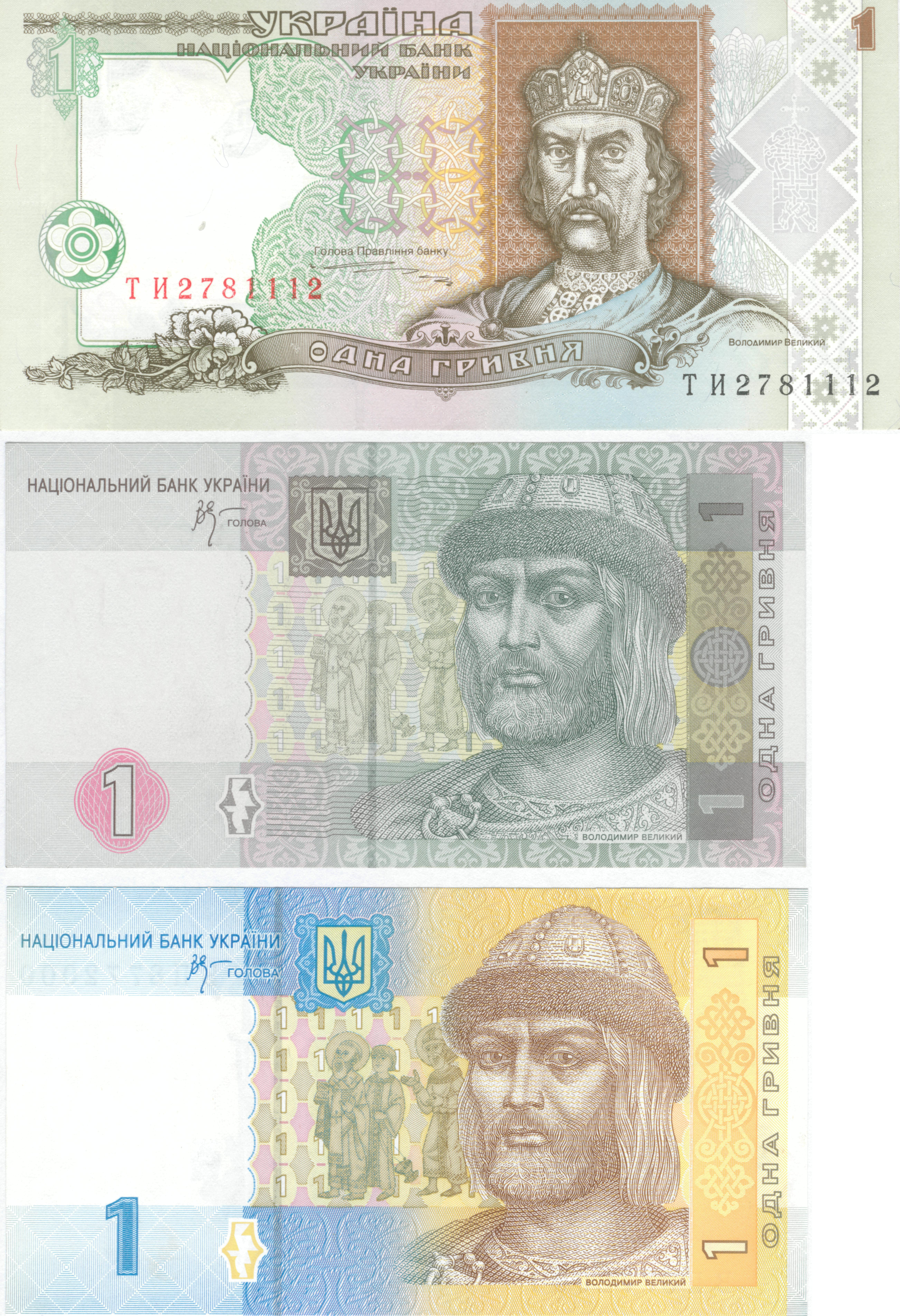
Лицевая сторона украинской гривны
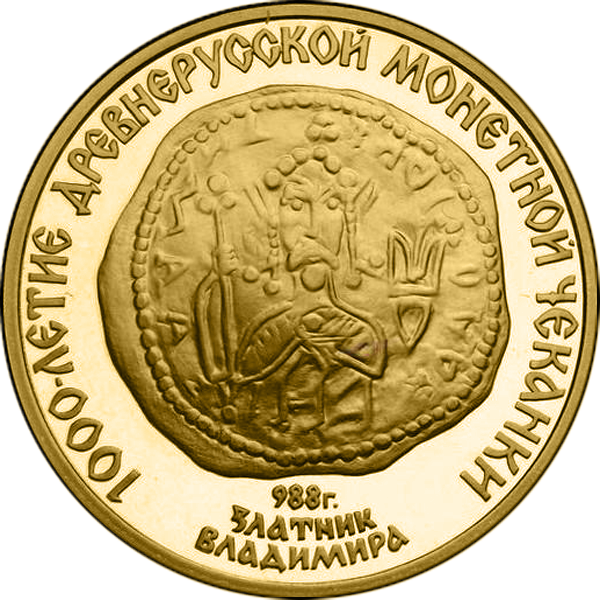
Юбилейная золотая монета «Златник Владимира»

### В филателии
Князь Владимир изображён на ряде почтовых марок и конвертов.

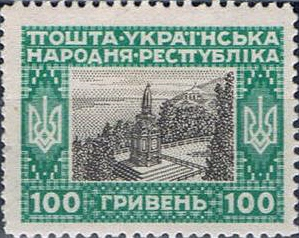
Памятник Владимиру Великому в Киеве. Почтовая марка УНР (Украина), 1919 г.
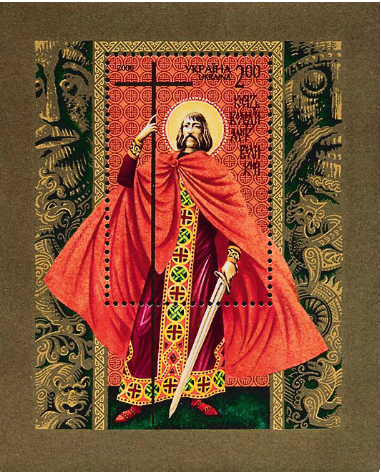
Владимир Великий. Почтовая марка Украины. 2000 г.
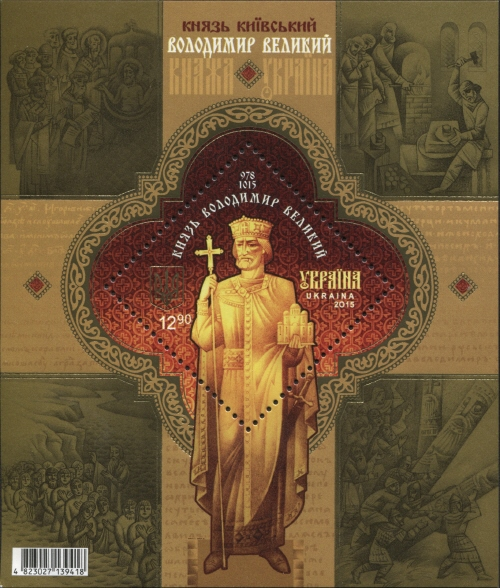
Почтовая марка Украины, 2015 года
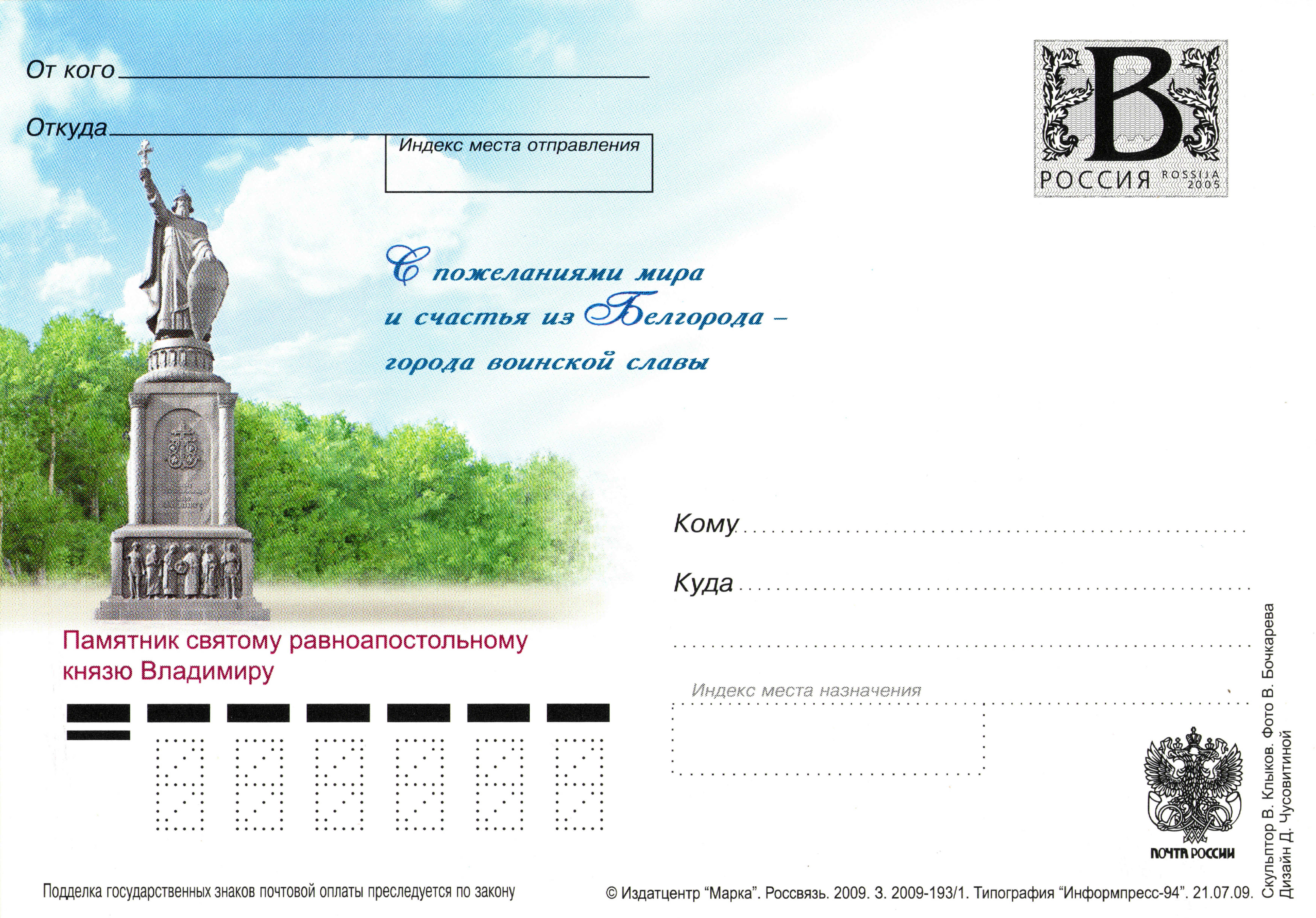
Почтовая карточка России, 2009 г. Памятник св. равноапостольному князю Владимиру в г. Белгород
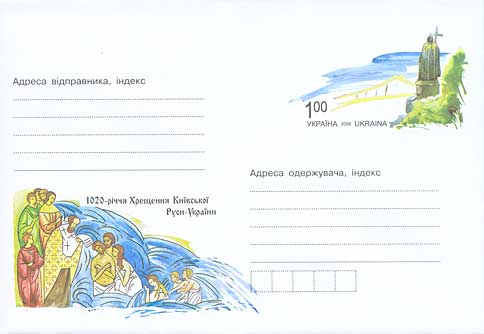
Конверт Украины 2008 г. 1020-летие Крещения Руси св. Владимиром

### Географические объекты

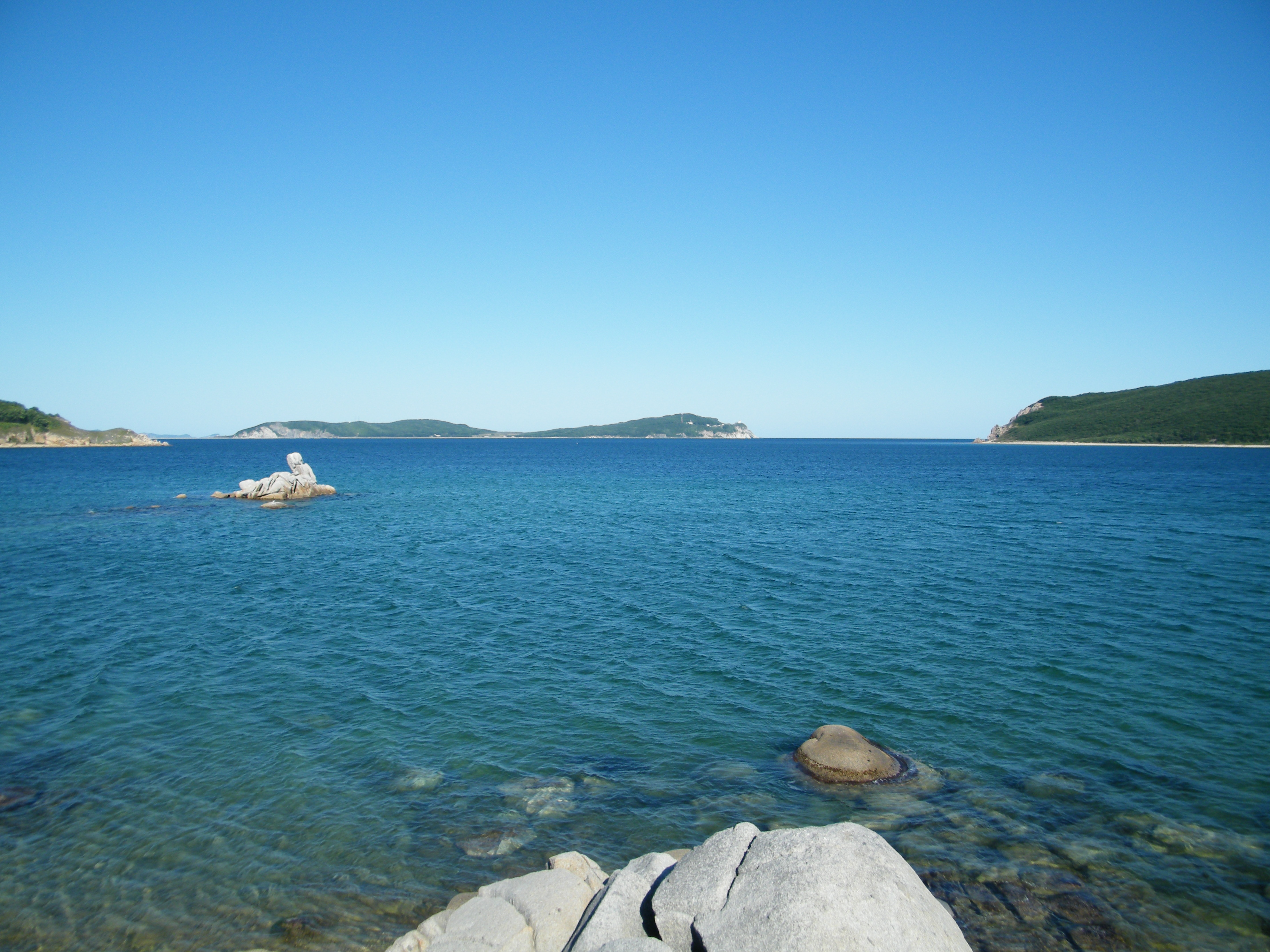
Залив Владимира

- В X веке имя Владимира приобрёл город Владимир, ныне в Волынской области Украины. Разные русские летописи для российского города Владимир указывают две разные даты основания — 990 и 1108 годы. Современные археологические данные свидетельствуют в пользу 1108 года[108], поэтому основателем города скорее всего является не Владимиром Святославичем, а Владимир Мономах.
- В честь князя Владимира назван залив Владимира Японского моря (Ольгинский район Приморского края).

### Улицы, проспекты
- проспект Князя Владимира Великого в Одессе
- проспект Князя Владимира в Белой Церкви
- улица Владимира Великого в Бориславе
- улица Владимира Великого во Владимире-Волынском
- улица Владимира Великого в Городенке
- улица Князя Владимира Великого в Днепре
- улица Владимира Великого в Дрогобыче
- улица Владимира Великого в Жолкве
- улица Владимира Великого в Збараже
- улица Владимира Великого в Здолбунове
- улица Владимира Великого в Ивано-Франковске
- улица Владимира Великого в Кагарлыке
- Владимирская улица в Киеве
- улица Князя Владимира в коттеджном поселке Княжье озеро Истринского района Московской области
- улица Владимира Великого в Конотопе
- улица Владимира Великого в Кривом Роге
- улица Князя Владимира Великого в Любашёвке
- улица Владимира Великого во Львове
- улица Владимира Великого в Монастыриске
- улица Владимира Великого в Надворной
- улица Владимира Великого в Николаеве
- улица Святого Владимира в Нововолынске
- улица Князя Владимира в Петропавловской Борщаговке
- улица Владимира Великого в Раве-Русской
- улица Князя Владимира в Ровно
- улица Владимира Великого в Самборе
- улица Владимира Великого в Слободке-Мушкатовской
- улица Святого Владимира в Сокале
- улица Владимира Великого в Стебнике
- улица Владимира Великого в Тернополе
- улица Владимира Великого в Ходорове
- улица Князя Владимира в Хоросткове
- улица Святого Владимира в Червонограде
- улица Владимира Великого в Чорткове

### Учебные учреждения
- До 1918 года Киевский национальный университет имени Тараса Шевченко назывался Императорский университет Святого Владимира
- Общеобразовательная школа святого равноапостольного князя Владимира при Свято-Воскресенском кафедральном соборе в Бишкеке
- Свято-Владимирская Православная школа в Москве
- Православная гимназия во имя святого равноапостольного князя Владимира в Новосибирске
- Свято-Владимирская школа Воскресенского Новодевичьего монастыря в Санкт-Петербурге

### Медицинские учреждения
Детская городская клиническая больница Святого Владимира в Москве

### Другие объекты
- Свято-Владимирский монастырь на истоке Днепра
- Московский автозавод с 1997 по 2002 серийно выпускал модель Москвич-2142R5 «Князь Владимир».
- Атомная подводная лодка К-549 «Князь Владимир» проекта 955А («Борей-А») заложена 30 июля 2012, спущена на воду 17 ноября 2017 года, вступила в боевой состав ВМФ 12 июня 2020.